# ابن خلدون
أَبُو زَيْدٍ وَلِيُّ الدِّيْنِ عَبْدُ الرَّحْمَٰنِ بن مُحَمَّد بن مُحَمَّد بن مُحَمَّد بن الحَسَن بن مُحَمَّد بن جَابِر بن مُحَمَّد بن إِبْرَاهِيم بن عَبْدِ الرَّحْمَٰن بن خَلْدُون الْحَضْرَمِيُّ الإِشْبِيْلِيُّ الشهير اختصارًا بِـ«ابن خَلْدُون»: عالمٌ من علماء العرب والإسلام برع في علم الاجتماع والفلسفة والاقتصاد والتخطيط العمراني والتاريخ بنى رؤيته الخاصة في قراءة التاريخ وذلك بتجريده من الخرافات والروايات التي لا تتفق والمنطق؛ ليكون أوّل من طبق المنهج العلمي على الظواهر الاجتماعية. امتهن الكتابة في ديوان الرسائل في شبابه وأصبح رسولاً بين الملوك في بلاد المغرب والأندلس قبل أن يهاجر إلى مصر ويُقلد قضاء المالكية على يد السلطان الظاهر سيف الدين برقوق؛ ترك مُراسلة الملوك وانصرف للدراسة والتصنيف وألّف عديد الكُتب كان من أهمها كتاب «العبر وديوان المُبتدأ والخبر في أيام العَرب والعَجم والبَربر وَمَن عاصَرَهُم من ذَوي السُلطان الأكبر» والذي عُرف اختصارًا بـ«تاريخ ابن خلدون». ومقدمة هذا الكتاب الشهيرة بـ«مقدمة ابن خلدون» والتي تعد كتاباً بذاتها.
وُلد ابن خلدون في تونس زمن الدوّلة الحفصية، وقضى بها طفولته قبل أن يبدأ تنقله بين المُدن في المغرب العربي وبلاد الأندلس واعتكف وهو بالمغرب للدراسة، وأنهى مقدمته الشهيرة قبل هجرته إلى مصر ومنها توجّهَ لأداء فريضة الحج. دخل وسيطاً لحقن الدماء بين أهالي دمشق وجيوش تيمورلنك فكان ضمن القضاة المُرافقين للسلطان المملوكي الناصر زين الدين فرج. في دمشق نزل بالمدرسة العادلية وأقام بها حتّى أتمّ مهمته. فيما عدا هاتين الرحلتين لم ينقطع عن مصر وكان مُعلماً في إحدى مدارس المالكية بالقاهرة وهي المدرسة القمحية، وكذلك في المدرسة الظاهرية البرقوقية عقب تأسيسها. خلال دراسته لأحوال الشعوب والمجتمعات اكتشف ابن خلدون علم العمران البشري وهو مُلخص حياة الدوّل وما تصل إليه من ازدهارٍ ثم اضمحلالٍ، ويهدف هذا العلم لدراسة أحوال الناس في أوضاعهم المعيشية والسياسية والدينية والاجتماعية وفق رؤيةٍ علميةٍ وتأريخ صحيح للمجتمعات من خلال إبعاد التأثيرات الخارجية لآراء المؤرخين الشخصية.
لمؤلفات ابن خلدون أثرٌ كبير في الفكر العالمي إذ يُعدُّ أول من درس نشوء وتفكك الدوّل وفق رؤيةٍ كاملة شملت النُظم السياسية والاجتماعية والسياسات الاقتصادية والنقدية إضافة لمستوى التقدم في العُمران المدني، هذه الأفكار جعلت منه شخصيةً مركزيةً في الدراسات المعاصرة له قبل انهيار الحضارة الإسلامية، وشكّل عند العجم منارةً علميةً في العلوم السياسية والاقتصاد فدُرست مؤلفاته وتُرجمت إلى عدّة لغات، وأولُ هذه الدراسات كانت على يد جاكوب خوليو الذي تتبع فكر ابن خلدون وألّف كتابه المعنون رحلات ابن خلدون عام 1636. تُرجم الكتاب إلى اللغات اللاتينية والفرنسية واليونانية. يُعدُّ ابن خلدون أوّل عالمٍ دوّن سيرته الشخصية كاملةً حيث اشتملت أجزاء تاريخه -مؤلفه الأكبر- على تفاصيل حياته كلِّها، وما عاناه أثناء ولادة وموت الممالك في المغرب العربي إضافةً لما رآه أثناء الإقامة في مصر ووساطته مع تيمورلنك ورحلته لأداء فريضة الحج.

## حياته

### طفولته
وُلد ابن خلدون في تونس عام 732هـ المُوافقة لسنة 1332م لأُسرةٍ أندلسية كانت نزحت إلى إفريقية في القرن السابع الهجري. يرجع أصلُ ابن خلدون للعرب اليمانية في حضْرَمَوْت ويرجع نسبه لوائلِ بنِ حجر وفق روايةِ ابن حزم الأندلسي وقد ذكر ابن خلدون أن بينه وبين وائلٍ ستةُ آباءٍ، غيرَ أنّ هذه الرواية شكَّ فيها هو نفسه باعتبار أن ستة آباءٍ لا تكفي لقطع ستةِ قرونٍ ونصف، فإذا كان جده الداخل إلى الأندلس عند الفتح فإن أسماءً قد سقطت من نسبه حيث يعتقد أنّ كل قرن فيه ثلاثة آباءٍ، وعليه فإن عددهم يجب أن يكون عشرين.

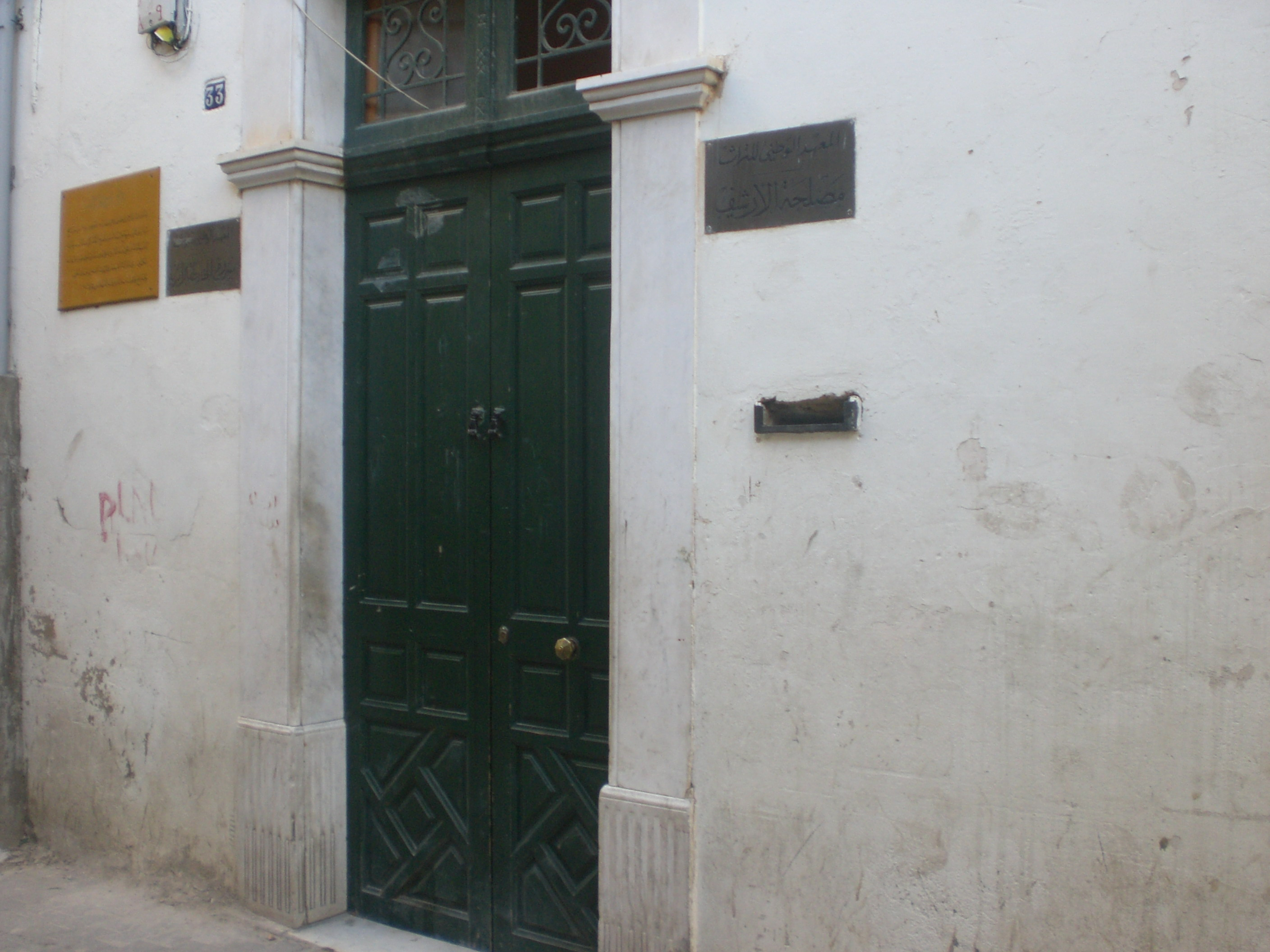
منزل ابن خلدون في مدينة تونس

يرجع ابن خلدون في نسبه إلى بيتٍ من بيوت الرياسة في الأندلس وقد استوطن بها أحد جدوده في عصر الفتح، حيث استقر أولاً بمدينة قرمونة قبل الانتقال لأشبيلية، وظهر بنو خلدون فعلياً في عهد الأمير عبد الله بن محمد الأموي الذي انتشرت الاضطرابات في عهده، وكان بنو خلدون من جملة الثائرين عليه إذ كانوا من كبار عائلات إشبيلية إضافة لبني أمية بن عبد الغفار وعبد الله بن الحجاج وكريب أو كريت.
ولما تشققّت الدوّلةُ في الأندلس وبدأت بالسقوط على يد ملك قشتالة نزح منها الأمير أبو زكريا الحفصي سنة 620هـ المُوافقة لسنة 1223م وقصد إفريقية، وغادر معه بنو خلدون خوفاً من سوء العاقبة إذا سقطت إشبيلية بيد النصارى. وقد نَعَمَ بنو خلدون بالجاه والسعة في الدّولة الحفصية وعاشوا معارك الدّولة مع الخوارج عليها. أمّا والد ابن خلدون فقد زهد بالحياة السياسية والتجأ لحياة الدرس والعلم وبرز في الفقه وعلوم اللّغة ونظم الشِعر وبقي في علمه حتّى وفاته إبان الفناء الكبير أو الطاعون الجارف سنة 749هـ المُوافقة لسنة 1349م حينما كان ابن خلدون في الثامنة عشرة من عمره.
نشأ ابن خلدون على تراث أسرته عريقة العلم؛ فدأب على الدراسة في حِجر أبيه الذي كان معلمه الأول، فقرأ القرآن وحفظه ودرس القراءت السبع والحديث والتفسير والفقه إضافةً للنحو واللّغة مستثمراً أساتذة تونس التي كانت من أبرز مراكز العلوم والآداب في بلاد المغرب. ذكر ابن خلدون أسماء شيوخه في كلِّ علمٍ واهتم بترجمة أعمالهم وتحدث عن بعض الكُتب التي درسها، ويبدو ممّا درسه أنّه تخصص بالفقه المالكي وعلم اللّغة والشعر قبل أن يدخل في الفلسفة والمنطق حتّى بلوغه. وبعدها انتشر الفناء الكبير أو الطاعون الجارف كما يسميه ابن خلدون، وعمّ الوباء ديار الإسلام من سمرقند حتّى المغرب الأقصى، كما انتشر في إيطاليا والبلاد الأوروبية الأُخرى، وقد كابد ابن خلدون الحُزنَ بسبب الوباء إذ فقد معظم معلميه وشيوخه إضافةً لوالديه.

### ترحاله

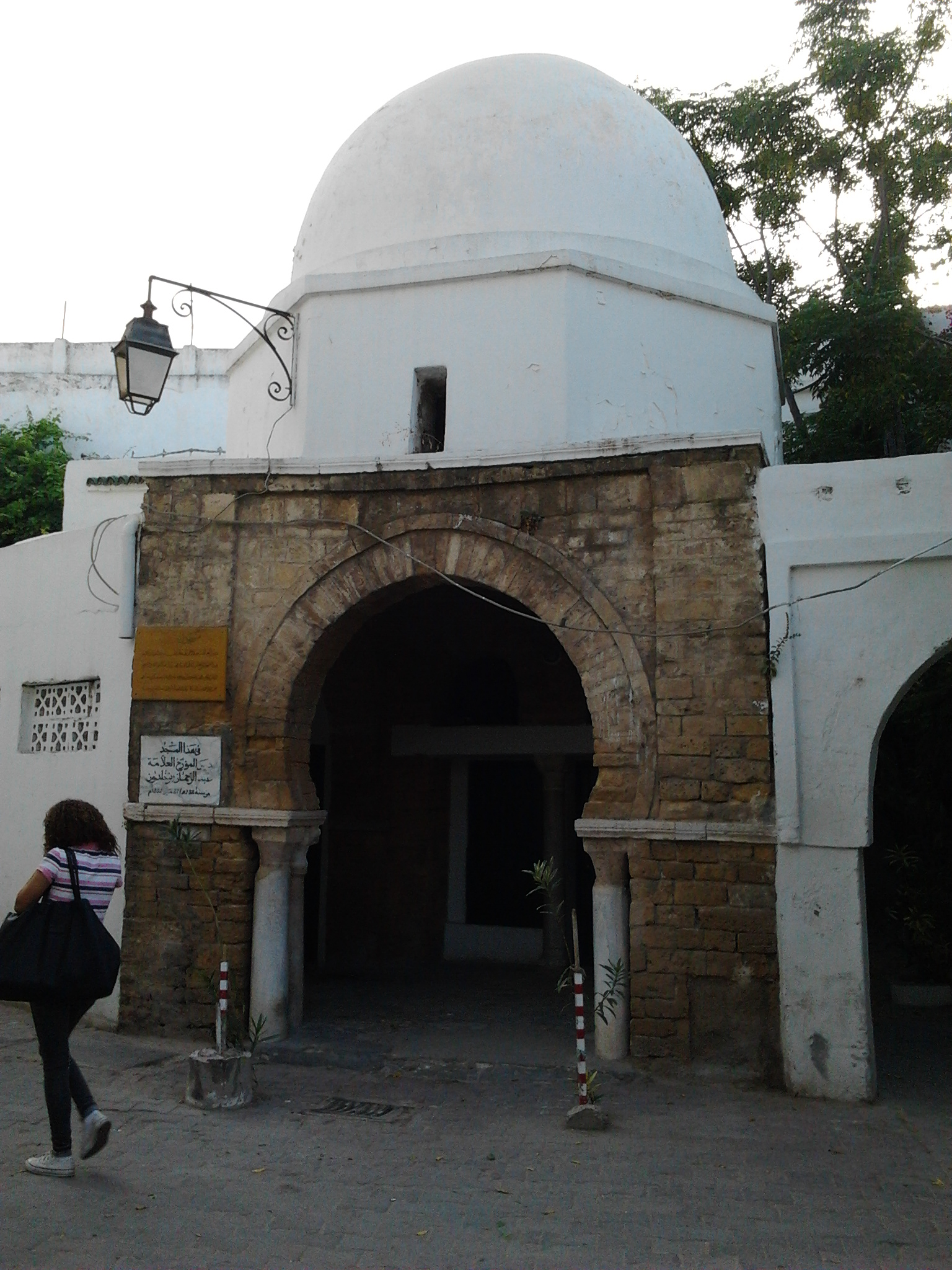
مسجد القبّة في تونس حيث درس ابن خلدون

عاش بنو خلدون حياةً مُزدهرةً في ظلِّ الدوّلة الحفصية ووسعوا من نفوذهم، لكن ما إن بلغ ابن خلدون سن الرُّشد حتى ظهرت بوادر انحلال الدولة بعدما عصفت مجموعة من الاضطرابات بإفريقية وتُوِّجت بوباء الطاعون. في ذلك الوقت استُدعي ابن خلدون للعمل في بلاط الحاجب أبو محمد بن تافراجين الوصي على السُلطان أبي إسحاق إبراهيم بن أبي بكر، لكنهُ كان مرتاباً من أحوال الدوّلة في تونس وشاهد انتقال الشيوخ والعلماء إلى المغرب الأقصى للعيش في ظلِّ الدوّلة المرينية القوية والمُنبثقة حديثاً. فخالج الرحيلُ نفسَ ابن خلدون لكن أخاه الأكبر صده، على أن زحف أمير قسنطينة أبو زيد على تونس أوائل سنة 753هـ سهلّ المهمة عليه فانسل من المعسكر المهزوم ناجياً بنفسه.

#### بسكرة
قضى ابن خلدون وقتاً قصيراً في أيه حيث أقام مع شيوخ بعض المرابطين قبل أن يقصد سبتة وبعدها توجّه إلى قفصة حيث لقيه بعضٌ من فقهاء تونس واجتمعوا معه في محاضرةٍ لأمير قسنطينة، ومنها ارتحل إلى بسكرة وقضى فيها الشتاء، ونزل ضيفاً عند صاحبها يوسف بن مزني.

#### فاس

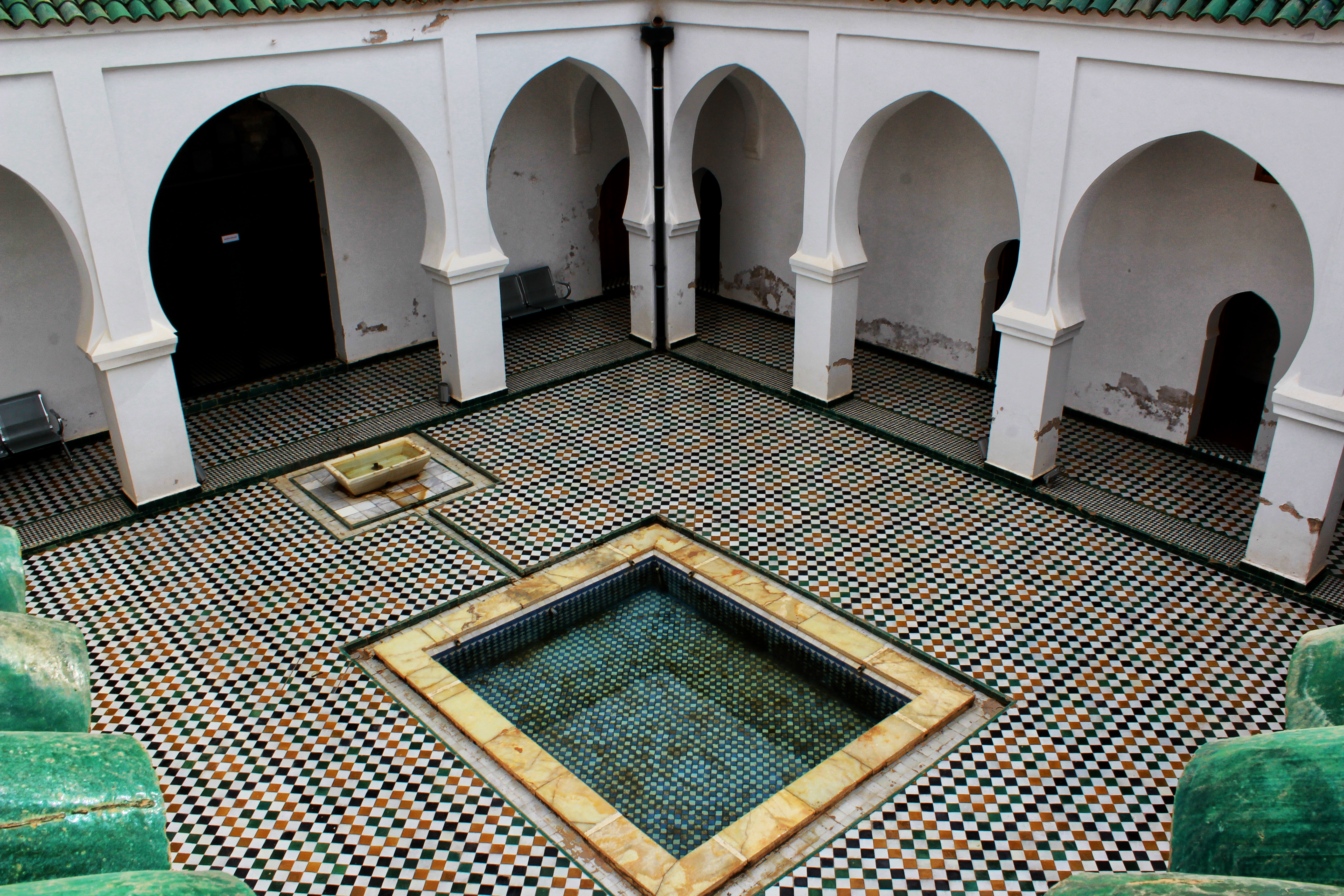
المدرسة الخلدونية بتلمسان

بعد وفاة ملك المغرب الأقصى السلطان أبي الحسن إثر خروج ولده السلطان أبي عنان عليه الذي استعاد أراضيَ كانت سُلبت في عهد أبيه وضم بجاية لسلطانه بعد إعلان حاكمها طاعته. أقام السلطان أبو عنان في تلمسان وفي هذه الفترة سعى ابن خلدون للقائه، وروي أنّ السلطان أكرمه أكثر ممّا توّقع وأرسله مع حاجبه ابن أبي عمرو إلى بُجّاية ليشهدا البيعة له، ثمّ أكرمهما السلطان عند العودة مرّةً ثانيةً قبل أن يُغادر إلى فاس، ويبقى ابنُ خلدون مع ابن ابي عمرو في بجاية حتّى أواخر 754هـ الموافقة لسنة 1353م. وبعد أن ذاع صيته وتنامى ذكرُ علمه استُدعي عبد الرحمن ابن خلدون لبلاط السلطان أبي عنان سنة 755هـ. عينه السلطان عضواً في مجلسه العلمي وكلفه بشهود الصلوات معه وبقي يُدنيه ويقربه حتّى عينه في العام التالي بين كُتابه وموقّعيه. لم يُعجَب ابن خلدون بهذا العمل ورأى فيه عملاً لم يحترفْه أسلافه «فتحملت هذا العمل على كرهٍ مني؛ إذ كنت لم أعهد مثله لسلفي».
لم يمنع طيبُ المُعاملة والعملُ في مجلس السلطان ابنَ خلدون من الخوض في الدسائس السياسية، فنمت علاقةٌ بينه وبين الأمير محمد المخلوع عن حكم بجاية وكان الأخيرُ أسيراً في فاس، وقد تحدث ابن خلدون عمّا حدث من تفاهمٍ بينهما، إلاّ أنّه حمّل ذلك على الود القديم الذي كان قائماً بين أسرته وبني حفص. كان السلطان أبي عنان طريح الفراش حينها لما تنامى إلى سمعه عن مؤامرة ابن خلدون، فأمر بالقبض عليه أوائل عام 758هـ 1357م، ورغم إطلاقه أمير بجاية لاحقاً إلاّ أنّه أبقى ابن خلدون في أغلاله لعامين. روّي أيضاً أن تبوّؤَ ابن خلدون مكانةً عاليةً لدى السلطان أبي عنان دفع حساده لترتيب المكائد له واستطاعوا رميه بالدخول في مؤامرةٍ مع أمير بُجاية المخلوع.
توّسل ابن خلدون عند السلطان أبي عنان، لكنّ الأخير رفض العفو عنه حتّى رفع إليه قصيدةً من نحوِ مئتي بيتٍ يلتمسُ بها عطفه وعفوه، وقد روَى ابنُ خلدونٍ أنّ القصيدة وقعت بين يدي السلطان وكان لها أحسنُ موقعٍ، فوعد بالعفو عنه وهو في تلمسان:
لكن المرض اشتد على السلطان وأدركَهُ الموّت نهاية عام 1358م 759هـ ولم يفِي بوعد العفو، فبقي ابنُ خلدونٍ مُكبلاً حتّى بادر الحسن ابن عمر القائمُ بأعمال الدوّلة بعد السلطان بإطلاقه وردّه لوظائفه وأحسنَ رعايتَهُ.
استبد الحسن ابن عمر بالسلطة وتخلص من ولده وولّى عهده أبا زين، وأقصى كلَّ المنافسين حاله في ذلك حال من سبقه إذ إنّ أبا عنانٍ انتزع العرش من أبيه ونفى إخوته إلى الأندلس. أحدث بطش ابن عمر انقلاباً في فاس واعتلى السُلطة منصور ابن سليمان، حينئذٍ عمِل ابن خلدون عملاً لا يُحمد وبدا أن تصرفه بحق السلطان أبي عنان ليس خطأً مؤقتاً بل مبدأ راسخ، فقد أحب التقرب من السلاطين وهَوِيَ الحُكم والجاه، فخوّلت له نفسه الانغماس في عديد المؤامرات. كان ابن خلدون صريحاً في تصوير نزعته نحو السُلطة، فكانت الغايةُ عنده تُسوّغ العمل ولو قابل الإحسان بالإنكار، لقد أكرمه ابن عمر وأغدق عليه في الجود لكنه ناصر خصمه عليه.
لكن ولاء ابن خلدون للسلطان منصور ابن سليمان لم يدم، فقد وصل السلطان أبو سالم ابن أبي عنان من الأندلس لغمازة وبدأ يدعو الناس إليه فوافقوا، ولتثبيت دعوته اتصل بابن خلدونٍ سراً فلبّاه، وأخذ يُحاول إقناع الشيوخ والوجهاء بأحقية أبي سالم بسلطان أبيه. بعدها ارتحل ابن خلدونٍ مع جماعةٍ من الشيوخ والفقهاء من جوار منصور ابن سليمان ليلتحقوا بأبي سالم، وحينها عرض ابن خلدونٍ خطّته لعزل المنصور، فسار مع قومه وابن خلدون في ركبهم نحو فاس وفرّ السلطان منصور ابن سليمان، ويعلل ابن خلدون تخليه عن ابن سليمان بقوله: «لِمَا رأيت من اختلال أحواله ومصير الأمر إلى السلطان».
بعد استيلاء أبي سالم على السًلطة عُيّن ابن خلدون كاتب السرِ والإنشاء، وكان موضع ثقةٍ وعطف، واتخذ حينها أسلوباً جديداً في الكتابة فقللّ من الأساليب البديعية في لغة التخاطب الرسمية وجعل الكلام أشد وضوحاً وأكثر خلواً من الزخارف اللفظية إضافةً لتضمين بعض أبيات الشعر في وسط الرسائل، ومن أشهر ما ضمّنه قصيدةٌ رفعها للسلطان في عيد المولد النبوي يُعدد فيها مناقب النبي ومعجزاته ويمتدح السلطان:
ورفع للسلطان قصيدةً أُخرى يوم وصلته هديّةٌ من ملك السودان وبها زرافة فكتب في وصفها:
كانت هذه الفترة ذهبيةً لدى ابن خلدون فقد ذاع صيت شعره واشتُهر للعيان نثره في المغربِ والأندلس، ولقد وصف ابن الخطيب نثره وبلاغته: «خلجُ بلاغةٍ، ورياضُ فنونٍ، ومعادنُ إبداعٍ يفرغ عنه يراعُه الجريء، شبيهة البداءات بالخواتم في نداوة الحروف، وقرب العهد بجريةِ المداد، ونفوذِ أمر القريحة، واسترسالِ الطبع».

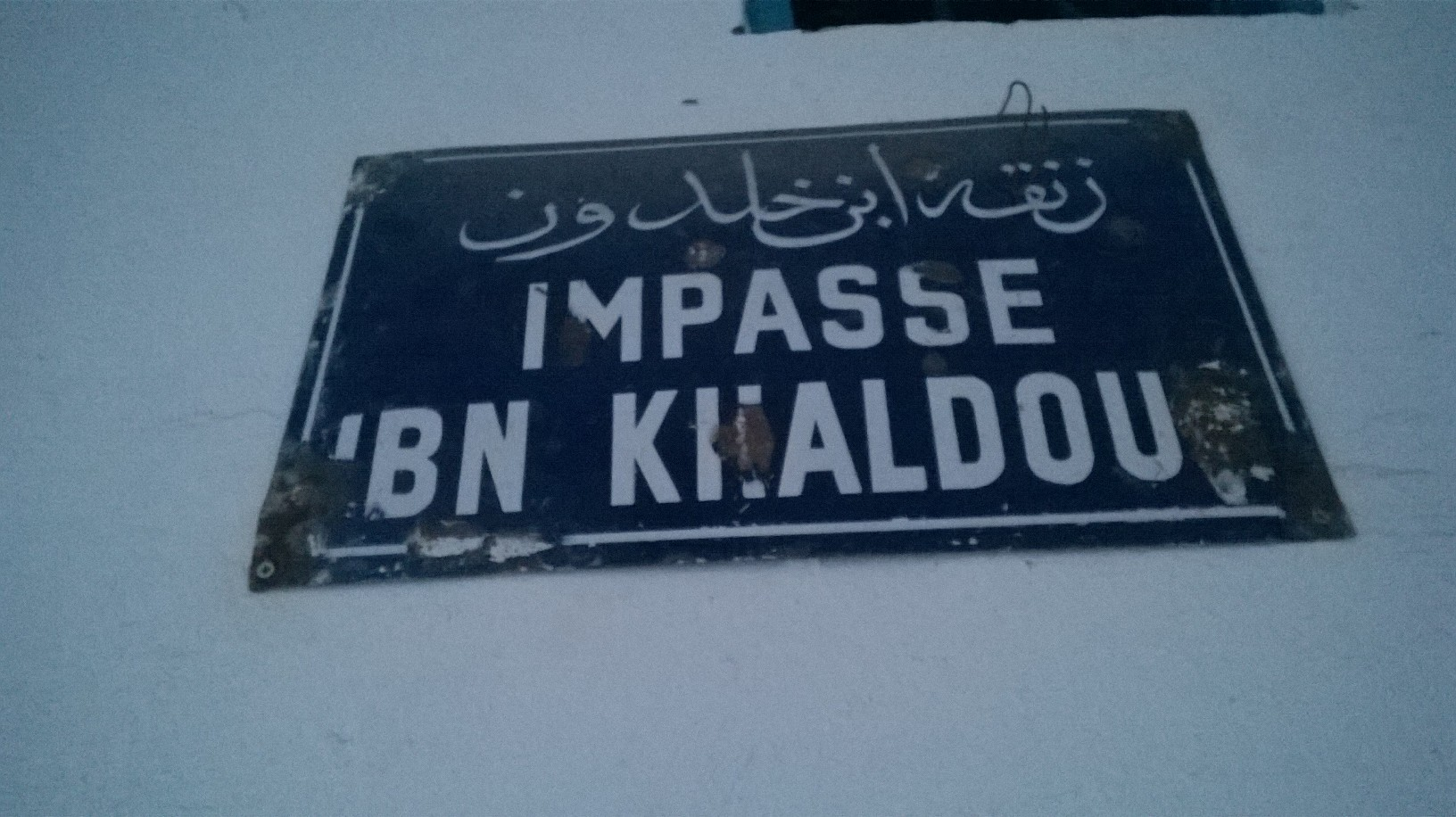
زنقة (زقاق) ابن خلدون في تونس

بقي ابن خلدون كاتب السّرِ والإنشاء عند السلطان أبي سالم قُرابة عامين ولاه بعدها خطّة المظالم وهي بحسب وصفه وظيفةٌ ممزوجةٌ من سَطْوةِ السلطة ونَصَفِ (أي عدل) القضاء، وتحتاج لغلوٍّ، وعظيمِ رهبَةٍ لتُقيم الحق وتُعاقب الظالم. لكن مكانته لم تدم لدى السلطان. كانت المنافسةُ دائمةً بين رجال الدولة، ووصل صديق السلطان وزميله في المنفى الخطيب ابن مرزوق إلى قربِ السلطة فاستأثر بها ووضع يده على كلِّ مفاصلها، فأفسد بين رجالها وحاكمها إلى أن بلغ السُخط منه مفاصل الحكم كلّه، فخرج الناسُ عليه تحت قيادة الوزيرِ عمر ابن عبد الله الذي وصل إلى رأس الدوّلة بعدها.
رغم أنّ ابن خلدون أيّد السلطان الجديد وبايعه إلاّ أن النتيجة لم تٌعجبْه، فقد جمعته بالوزير عمر ابن عبد الله صداقةٌ قديمة منذ عهد أبي عنان، وكان يرجو أن تُسهم هذه العلاقة بتوّليه مناصبَ عُليا في الدوّلة كالحجابة والوزارة، لكن شيئاً من هذا لم يحدث، فنقم واستقال من وظائفه ما دفع السلطان الجديد للاستياء منه والتنكر له. دفع الاستياء ابن خلدون للاستئذان بالسفر إلى تونس لكن طلبه رُفض خشية أن يمر بأبي حمو أمير تلمسان، فما كان منه إلاّ الاستعانة بمسعود ابن ماسي زميل الوزير عمر وصهره، فدخل عليه يوم الفطر وأنشده قصيدةً قال في مطلعها:
وسأله المساعدة:
فاستأذن له بالسفر على أن يُجانب تلمسان فلا يمر بها، فقبل ابن خلدونٍ وأرسل زوجته وأولاده لأخوالهم في قسنطينة، واختار هو الارتحال إلى الأندلس.

#### الأندلس
كان ملكُ الأندلس حينها محمداً بنَ يوسف ابنِ إسماعيل ابن الأحمر النصري الذي أخذ زمام المُلك بعد وفاة أبيه يوسف أبي الحجاج عام 1354م 755هـ ولم يكن قوّي السُلطة فاستبد حاجبه أبو النعيم رضوان بشؤون الدوّلة. كان لسان الدين محمد ابن الخطيب أحد وزراءِ الملك وأشهر كتاب الأندلس وشعرائها. وصل ابن خلدون إلى سبتة بين سنتي 1362 و1363 وهذا يُوافقُ أوائل سنة 764هـ، وبعدها جاز إلى الأندلس وكتب إلى الملك وابن الخطيب بمقدمه وأتاهُ الردّ وهو على أبواب غرناطة، إذ كتب له ابن الخطيب ترحيباً قال فيه:

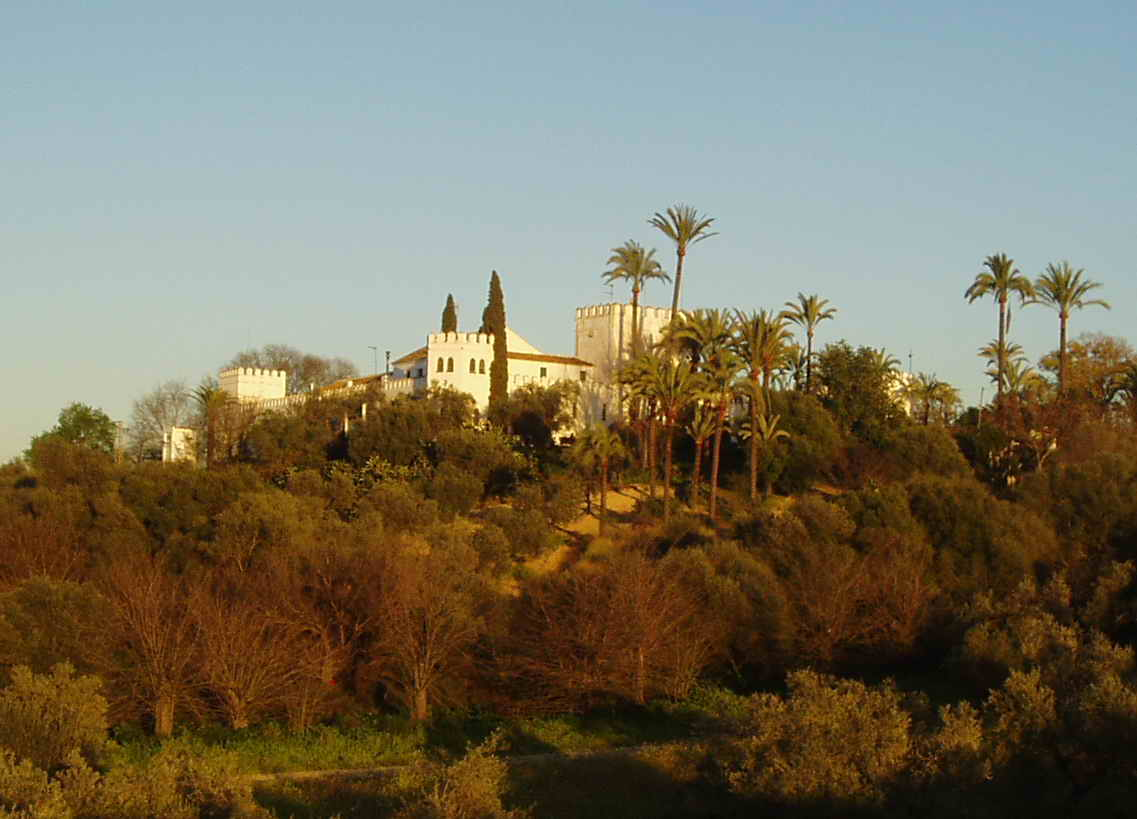
مزرعة هاسيندا توري دي دونيا ماريا بدوس هيرماناس-إشبيلية. كانت ملكيتها تعود لعائلة ابن خلدون

وصل ابن خلدون غرناطة في الثامن من ربيع الأول عام 764هـ، فاحتفى به السلطان وأكرمه وجعله بين حاشيته، كما كانّ ابن الخطيب كثيرِ الرعاية والإحسان، وفي العام التالي لوصوله 1363م الموافق لـِ 765هـ أوفده سلطانُ الأندلس إلى ملك قشتالة بيدرو القاسي لإتمامِ الصُلح، فسعى ابن خلدون إلى مكان إقامته في إشبيلية وعند وصوله كرّمه الملكُ وقابله بالترحاب. أثناء مكوثهِ في إشبيلية عاين ابن خلدون رفقة ملك قشتالة ماضيَ أسرته في الأندلس فقد كانت أسرةً ذائعة الصيت وحدّث الملك عن تاريخها. وعرّفه الملك بطبيبٍ يهودي يُدعى إبراهيم ابن زرزر كان ابن خلدون قابله في مجلس السلطان أبي عنان عندما استُدعي لمعالجته. ويقول ابن خلدون إنّ ملك قشتالة عرض عليه البقاء ضمن حاشيته ويستعيد إرث اسرته ويلعب دور النصوح لأتباع السُلطة في قشتالة، لكنه فضّل العودة لغرناطة. أتمّ ابن خلدون مهمته بنجاحٍ وعاد لغرناطة بهديةٍ -ومنها بغلة فارهة- أرسلها ملك قشتالة لملك غرناطة، فارتفع شأنّ ابن خلدون في غرناطة واتسعت أحواله وأهداه السلطان أرضاً خصبةً من قرية إلبيرة، ولما اجتمع الملك وأعوانه من ناظمي الشِعر فيها أنشده ابن خلدون:
بعدها استأذنَ السطانَ باستدعاء أسرته من قسنطينة فأذن له وعاش في رغدٍ مع أسرته. لكنه مالبث أن شعر بامتعاض السلطان منه وخوف ابن الخطيب من منافسته بعدما سعى الحُسّاد والوشاة بينهما، فأدرك عدم صحّةِ البقاء، وفي الوقت نفسه أتته رسالةٌ من صديقه الأمير أبي عبد الله محمد الذي استرد ملك بجاية، فغادر ابن خلدون الأندلس عائداً لبجاية.

#### العودة إلى بجاية

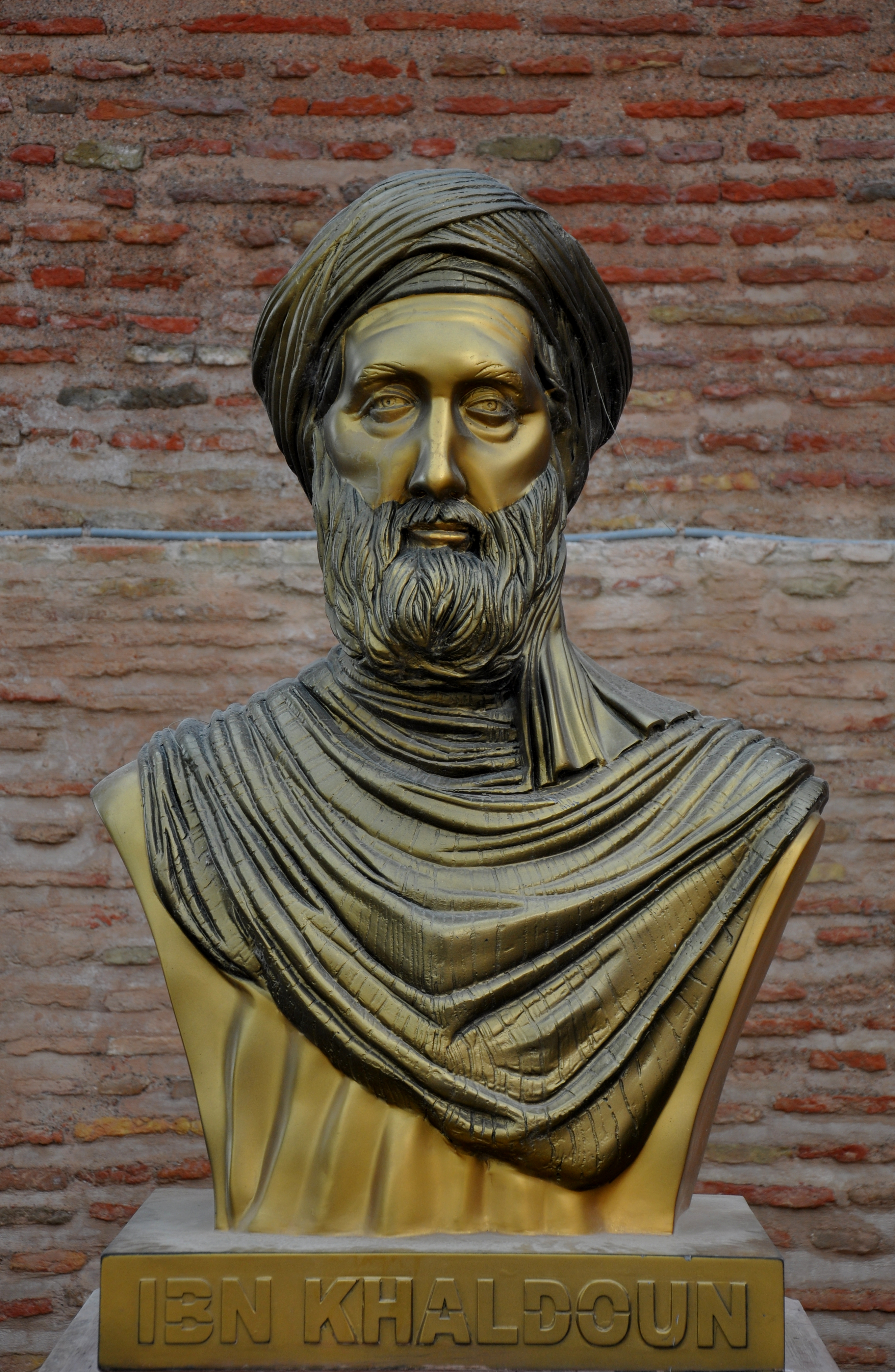
تمثال نصفي لإبن خلدون في مدينة بجاية في الجزائر

نزل ابن خلدون بجاية في منتصف 766هـ، ووصف استقبال أهلِ بجاية له: «فاحتفل السلطان بقدومي، وأركب للقائي، وتهافت أهل البلد عليَّ من كل أوبٍ يمسحون أعطافي، ويقبلون يدي وكان يوماً مشهوداً». وتوّلى ابن خلدون فور وصوله منصب الحجابة وكان السلطان عيّنَ أخاه الأصغر يحيى في منصب الوزير. أثناء فترة الحجابة تلك انكبّ ابن خلدون على التدريس في النهار في جامع القصبة.
كانت الحجابة تقتضي الاستقلال بالدولة والوساطة بين السلطان وأهل ممّلكته، فتفرّد ابن خلدون بشؤون الدوّلة ومضى في التجوّال بين الناس والقبائل يٌعالج الفتن بينهم بحزمٍ ودهاء، وما لبثت الأحوال أن تبدّلت فنشب الخلاف بين سلطان بجاية وابن عمّه السلطان أبي العباس ملك قسنطينة، وكان أبو العباس يطمعُ ببُجاية فأخذ يُثير القبائل عليها، وقد قال ابن خلدون إن سلطان بجاية لم يُحسن مُعاملة أهلها وشدّد عليهم الخناق حتّى تخلوا عنه واعتزموا الخروج عليه، فلمّا وصل ملك قسنطينة بجيشه إلى بجايةٍ بعد أنّ حرّض أهلها قاتل الأمير محمداً وانتصر عليه. وبالرغم من اعتكاف ابن خلدون في القصر حينها إلاّ أنّه استجاب لنصائح الوجهاء فخرج ورّحب بالسلطان أبي العباس وسلّمه بجاية ما أرضى السلطان الجديد فأثبت ابن خلدون في منصبه، لكن ابن خلدون استشعر الخوف فانصرف لإحدى القُرى القريبة، ثم فرّ إلى بسكرة بعد قرار أبي العباس بالقبضِ عليه فقبض السلطان على أخيه يحيى ببونة وفتش بيوت العائلة وصادر أموالها.

#### قصد بسكرة
قصد ابن خلدون بسكرة بعدما حلّ ببجاية ونزل عند الأمير أبي حمو فقد كانت تجمعهما صداقةٌ قديمة، كان أبو حمو يطمح لفتح بجاية فلمّا علِم بمقتل قائدها جهّز جيشاً وأرسله لفتحها وتلقى الجيشُ هزيمة كبيرةً على أبواب بجاية. على إثر عدم رضا قبائل بجاية بأبي حمو فقد أرسل لابن خلدون عام 769هـ يعرض عليه الحجابة لما يملكه من خبرةٍ في استمالةِ قبائلِ بجاية وبدأ نصّه: «الحمد لله على ما أنعم، والشكر لله على ما وهب، ليعلم الفقيه المكرّم أبو زيد عبد الرحمن بن خلدون، حفظه الله، على أنّك تصل إلى مقامنا الكريم لما اختصصناكم به من الرتبة المنيعة، والمنزلة الرفيعة، وهو قلم خلافتنا، والانتظام في سلك أوليائنا، أعلمناكم بذلك. وكتب بخطّ يده عبد الله، المتوكل على الله، موسى بن يوسف لطف الله به وخار له.» واختتّم «وكانت خطّة الحجابة ببابنا العليّ. أسماه الله. أكبر درجات أمثالكم، وأرفع الخطط لنظرائكم، قرباً منّا، واختصاصاً بمقامنا، واطّلاعاً على خفايا أسرارنا. آثرناكم بها إيثارا، وقدّمناكم لها اصطفاءً واختيارا، فاعملوا على الوصول إلى بابنا العليّ، أسماه الله، لما لكم فيه من التّنويه، والقدر النّبيه، حاجباً لعليّ بابنا، ومستودعاً لأسرارنا، وصاحب الكريمة علامتنا، إلى ما يشاكل ذلك من الإنعام العميم، والخير الجسيم، والاعتناء والتكريم. لا يشارككم مُشارك في ذلك ولا يزاحمكم أحد، وإن وُجد من أمثالك فأعلموه، وعوّلوا عليه، والله تعالى يتولاكم، ويصل سرّاءكم، ويوالي احتفاءكم. والسلام عليكم ورحمة الله وبركاته.»
قبل ابن خلدون الوساطة بين القبائل وأبي حمو لكنهُ رفض الوظيفة حينها وفضّل تزكية أخيه يحيى بعدما أُطلق سراحه من بونة، وقد أخبرنا أنّه زهد في الوظيفة ومخاطرِها، واشتاقت نفسه إلى الدرس الذي انقطع عنه فاستأنف الدرس والقراءة، وانقطع عن ميدان السياسة. بقي ابن خلدون يحاول استمالة القبائل لأبي حمو ويسعى لتعميق التحالف مع سلطان بني حفص أبي اسحاق وضاعف من جهده حتّى جمع عديد الزعماء لنصرة أبي حمو الذي كان يتهيأ لمحاربة خصومه عام 771هـ، لكنه هُزم وعاد ابن خلدون لبسكرة وأعاد المحاولة لجمع القبائل واستمالتها وتعميق التحالف مع سلطان الدولة الحفصية في تونس. بعد عام سار ابن خلدون للأمير والتقى به مع وفدٍ من الرؤساء ليتحدثوا عن الخططِّ اللّازمة وقد أنشده ابن خلدون في يوم الفطر:
لكن ولاء ابن خلدون لأبي حمو لم يدم، فتحوّل عنه وصار يؤلب الناس عليه بدل أن يتألّف لنصرته بعدما علم أن صاحب المغرب الأقصّى عبد العزيز بن الحسن قد خرج على رأس جيوشه قاصداً انتزاع تلمسان.
بعد أن وطأة الفتنة بين القبائل خشي ابن خلدون على نفسه فاستأذن بالسفر للأندلس، وأذِنَ له أبو حمو وحملّه رسالةً لملكِ غرناطة. قصد ابن خلدون مرسى هنين ليركب البحر منها، لكن الخبر كان وصل لسلطان المغرب الأقصى وفيه أنّ ابن خلدون يحمل ودائعَ لملك غرناطة فأرسل سريّةً من الجند الذين -وبعد رؤيتهم له خالياً من الودائع- أتَوْا به إلى السلطان الذي سأله عن انشقاقه عن بني مرين، ثم اعتقله، لكن ابن خلدون وعده بالمساعدة على فتح بجاية فارتاح السلطان وأطلق يده، عندها قصد ابن خلدون مكاناً في الصحراء واعتكف على القراءة والدرس. ولمّا استولى سلطان المغرب الأقصى على تلمسان سنة 772هـ طلب من ابن خلدون العمل معه واستمالة القبائل لنصرته فقبل، وصار يؤلب القبائل على صديقه بالأمس وكان من أفراد الحملّةِ المُكلّفة بمطاردة أبي حمو، ومالبثوا أنّ وجدوه فخربوا معسكره ودفعوه للهرب. عاد ابن خلدون إلى السلطان فأكرمه وأحسن استقباله وعهد له بمهمةٍ جديدةٍ في تهدئة القبائل غير الراضية به فسعى لهم بالاستمالةِ لكنه لم ينجح.

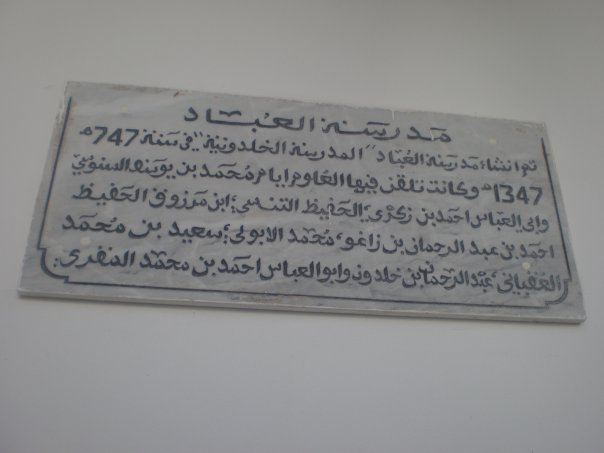
مدخل المدرسة الخلدونية بحي العباد بتلمسان

عند انتشار الثورات في المغرب كان ابن خلدون مُقيماً ببسكرة، ولمّا عهد السلطان للوزير أبي بكر بن غازي بالتعامل مع الثورات، وطلب من ابن خلدون أن يستميل القبائل مرّةً أُخرى قبل وأتمّ المهمة وعاد أدراجه إلى بسكرة، لكن لم يَطل مقامه فيها إذ رأى في نفس أميرها تغيراً ونزوعاً، فقصد السلطان في تلمسان، وما إن بلغ منتصف الطريق حتّى بلغه نبأ وفاة السلطان وتسلُمِ ابنه السعيد سنة 774هـ. يعد علمِه بوفاة السلطان قررّ تغيير الوجهة إلى فاس واخترق الصحراء إليها، لكن قطاع طرقٍ اعترضوا قافلته بتحريضٍ من أبي حمو -الذي عاد واستولى على تلمسان بعد وفاة السلطان- وبصعوبةٍ نجا ابن خلدون وأسرته من الأسر ووصلوا فاس في حالةٍ يُرثى لها، وهناك أكرمهم ابن غازي وبقوا فيها في أحسن مسكن.
بعد سيطرة السلطان أبي العباس أحمد على فاس سنة 776هـ كان ابن خلدون مقيماً في فاس، وقد وُشي به فاعتُقل، لكن سلطان الشمال عبد الرحمن توّسط له ليُفرج عنه، ليُقررّ ابن خلدون بعدها الارتحال للأندلس فقد سًدّت أبواب قصوّر المغرب في وجهه، ويخبرنا أنّه قررّ الارتحال للأندلس بحثاً عن الاستقرار والدرس. في السنة نفسها أي 776هـ ركب البحر للأندلس تاركاً أسرته بفاس وحين لقي في طريقه أبا عبدالله بن زمرك راحلاً إلى فاس رجاه أن يتوّسط له لإلحاق أسرته به، لكن بلاط فاس كان متوّجساً منه وأبى ذلك بعدما نمي لهم أنّه يُحرض الأمير عبد الرحمن عليهم فرفضوا طلبه.

### الاعتكاف والتأليف

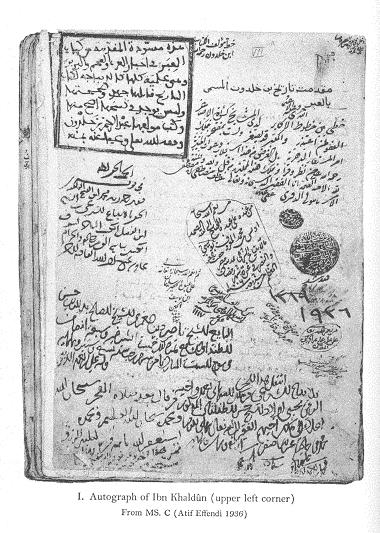
مخطوطة بخط ابن خلدون

لم يستطعِ ابن خلدون البقاء في الأندلس فقد ردّه ملكً غرناطة إلى أفريقيا فور وصوله، وهنا نزل في مرسى هنين حائراً، ورغم علم أبي حمو صاحب تلمسان به إلاّ أنّه تجاهله وتركه شريداً لمَا خاطبه، إلى أن توّسط له محمد بن عريف أحد وجهاء بني عريف، فأذن أبو حمو له بالقدوم إلى تلمسان عام 776هـ الموافقة سنة 1374م. كان ابن خلدون يرغب بالانقطاع عن السياسة والعكوف على الدرس لكن أبا حمو طلب منه مرّةً أُخرى التواصل مع القبائل واستمالتها فتظاهر بالقبول مُرغماً. على أن عزمه على الاعتزال غلب مهمته فغادر تلمسان ونزل عند بني عريف فأكرموه وأحسنوا وفادته وأنزلوه مع أسرته بقلعة سلامة(1) وهناك اعتكف أربعة أعوام وشرع بكتابة مؤلفه المُسمى العبر وديوان المُبتدأ والخبر في أيام العَرب والعَجم والبَربر وَمَن عاصَرَهُم من ذَوي السُلطان الأكبر وكان حينها في عامه الخامس والأربعين.
انتهى ابن خلدون من كتايه مقدمته (وهي في الأصل مقدمة تاريخه آنف الذكر) منتصفَ سنة 779هـ الموافقة سنة 1377م واستغرق فيها خمسة أشهرٍ، ووصف عمله: «وأكلمت المقدمة على هذا النحو الغريب الذي اهتديت إليه في تلك الخلوة، فسالت فيها شآبيب الكلام والمعاني على الفكر حتّى امتحضت زبدتها، وتألفت نتائجها». لم يكن ابن خلدون يقصد التأريخ للخليقة جمعاء، بل هدف لكتابة تاريخ العرب والبربر في المغرب: «وأنا ذاكر في كتابي هذا ما أمكنني منه في هذا القطر المغربي إما صريحاً أو مندرجاً في أخباره وتلويحاً، لاختصاص قصدي في التأليف بالمغرب وأحوال أجياله وأممه وذكر ممالكه دون ما سواه من الأقطار لعدم اطلاعي على أحوال المشرق وأممه، وإن الأخبار المتناقلة لا توفي كُنْه ما أريد منه».
ولمّا عزم ابن خلدون على كتابة مؤلفه رأى أنه تنقصه المراجع الضرورية فعزم على الارتحال إلى بلده تونس حيث يستطيع الاستعانة بمواردها الوافرة من العلم، حينها كان السلطان أبو العباس قد استعاد تونس وكان ناقماً على ابن خلدون لما حدث بينهما قبل حوالي عشر سنوات، فأرسل له الأخير يستأذنه بالعودة فقبل السلطان وارتحل ابن خلدون في رجب سنة 780هـ الموافقة 1378م، ومرّ على قسنطينة فاستراح بها في ضيافة الأمير إبراهيم ابن السلطان أبي العباس. ولقيَ السلطان وهو على رأس جيشه لإخماد تمرد بعض النواحي فأرسله إلى تونسَ وأكرمه وأمر بتأمين كافة وسائل الراحة له، وانكبّ ابن خلدونٍ على الدرس حتّى عاد السلطان من حروبه، فقربّه من مجلسه وطلب منه إنجاز مؤلفه. ويتمّ ابن خلدون كتابه، ويرفع النسخة الأولى إلى السلطان أبي العباس سنة 784هـ الموافقة سنة 1382م. ويبتدئها بأبيات مديحٍ منها:

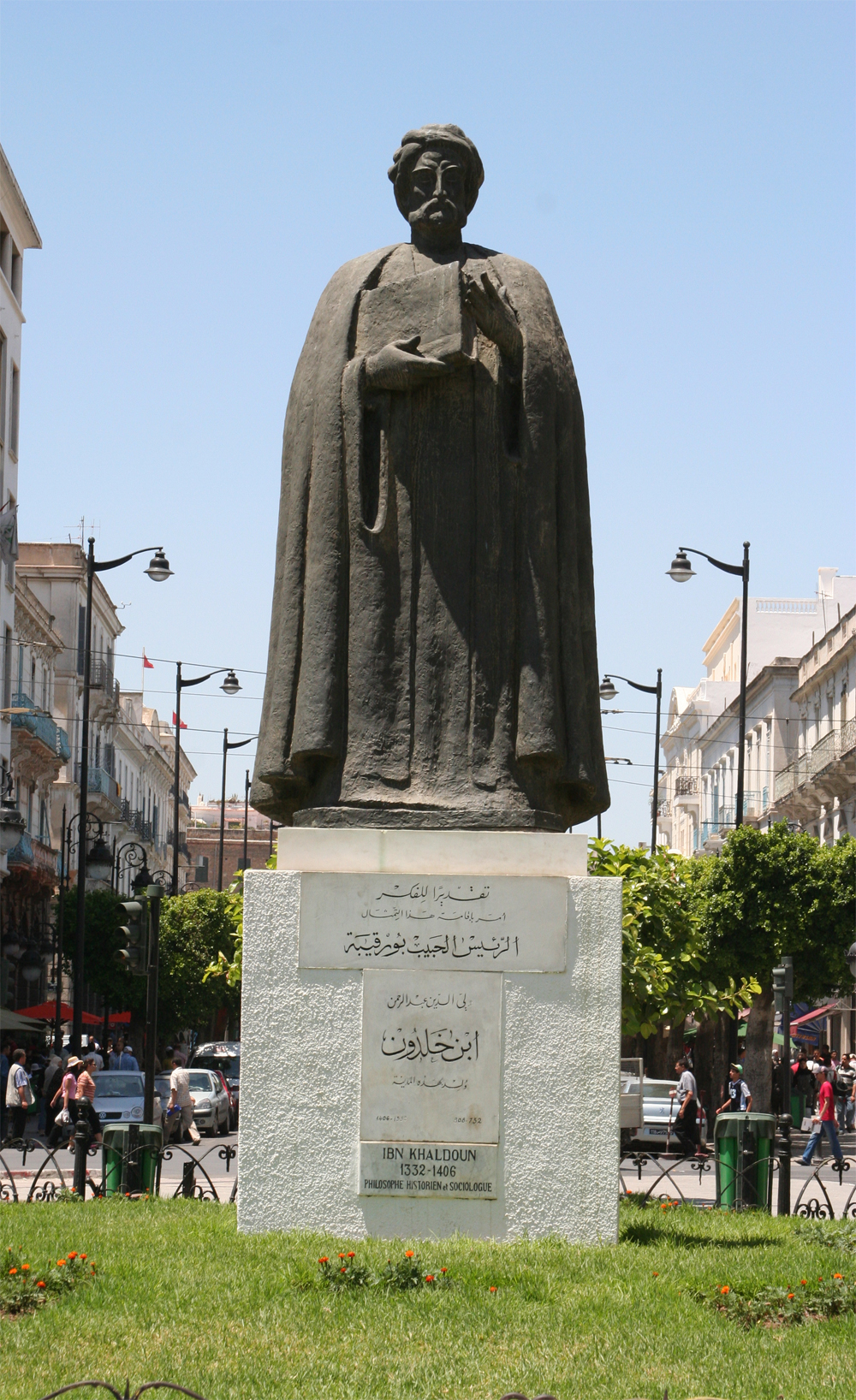
تمثال ابن خلدون في شارع الحبيب بو رقيبة، تونس

طلب السلطان أبو العباس من ابن خلدون الخروج معه في الجيش للقضاء على بعض الخوارج عليه سنّة 783هـ، فقبل ابن خلدون مجبراً فقد عاف السياسة وما عاد يرغب بمهماتٍ خطرةٍ كهذه، ولمّا حققتِ الحملّة مبتغاها استأذن السلطانَ بالعودة وذهب إلى قريةٍ بجوار تونس وبقي بها لحين عودةِ السلطان ظافراً. لم تمضِ إلاّ أشهر حتّى أقبل السلطان بجيشه على الخوارج مجدداً فخشي ابن خلدون أن يُطلب لمرافقة السلطان، فقرر مغادرة تونس وعندها واتته فكرة الحج يتوّسل بها السلطانَ إذن المغادرة، فلمّا أذن له قصد المرسى بغية التوجه شرقاً في حفلِ وداعٍ من الأصدقاء والتلاميذ، وركب البحر منتصف شعبان 784هـ 1382م وكانت هجرته الأبدية عن المغرب ومسقط رأسه.

### الحياة في مصر
وصل ابن خلدون إلى الإسكندرية بعد رحلة بحرٍ استمرت لنحو أربعين يوماً، وكان وصوّله في عيد الفطر سنة 784هـ/1382م؛ وأقام بالإسكندريةِ نحو شهرٍ لتهيئة ظروف الحج لكن لم يستطع لذلك سبيلا فقصد القاهرة آملاً في الاستقرار والهدوء بعد أن بلغ من العمر اثنين وخمسين عاماً، وكانت القاهرة يومئذٍ موئل الفكر الإسلامي وحامية العلوم والآداب؛ ووصلها في ذي القعدة وأبهرته بضخامتها وجمالها «فرأيت حاضر الدنيا وبستان العالم، ومحشر الأممّ، ودرج الذر من البشر، وإيوان الإسلام وكرسي الملك، تلوح القصور والأواوين في جوّه، وتزهر الخوانق والمدراس والكواكب بآفاقه».
كان صيت ابن خلدون سابقاً له في الوصول للقاهرة وأُعجب أهل العلم بمقدمته وطريقة بنائِها، فما إن حلّ بها حتّى أقبل عليه أهل العلم وطلابه يرتجون منه الفائدة، ويقول ابن خلدون: «وانثال علي طلبة العلم يلتمسون الإفادة مع قلّة البضاعة، ولم يوسعوني عذراً، فجلست للتدريس بالجامع الأزهر منها». وقد نقل أبو المحاسن ابن تغري عمل ابن خلدون في كتاب المنهل الصافي والمستوفي بعد الوافي قائلاً: «واستوطن القاهرة وتصدّر للإقراء بالجامع الأزهر مدّة، واشتغل وأفاد». كان ابن خلدون يُدّرس الفقه المالكي ويستفيض بتفصيل العُمران البشري وكيف تُبنى الدوّلُ والممالك، وكان متحدثاً بارعاً يخلب لباب السامعين من شدّةِ جمال ملافظه واتزان كلامه وكذا حدثَ عنه من التحقوا بدرسه مثل تقي الدين المقريزي ومثله الحافظ ابن حجر الذي انتفع بعلمه فوصفه: «وكان لَسِناً، فصيحاً، حسن الترسّل وسط النظم؛ مع معرفةٍ تامةٍ بالأمور خصوصاً متعلقات المملكة»، وهكذا ثبّت ابن خلدون نفسه في المجتمع القاهري وأثار إعجابه، وتمكّن من الاتصال بالسلطان الظاهر برقوق الذي كان وُليَ على مصرَ قبل وصوله بأيامٍ قلائل.
أكرم السلطان ابنَ خلدونٍ وأحسن مثواه: «فأبر مقامي، وآنس الغربة، ووفر الجراية من صدقاته، شأنه مع أهل العلم». بذلك كسب ابن خلدون ما تمناه من الاستقرار والعيش في ظلّ حاكمٍ يؤمن له مصدر رزقه، ومالبث حتّى عُين في التدريس بالمدرسة القمحية(2) وهي من مدارس المالكية، وألقى ابن خلدون في يومه الأول خطاباً بليغاً أمام نُخبةٍ من الأكابر والعلماء المُرسلين من قبل السلطان شهوداً، تحدث في الخطبة عن دور العلماء في شد أزر الدوّلة الإسلامية وعن فضل مصر في نصرة الإسلام. وصف ابن خلدون ذلك المنظر من الوقاء في درسه الأول: «وانفض ذلك المجلس وقد شيعتني العيون بالتجلّة والوقار».

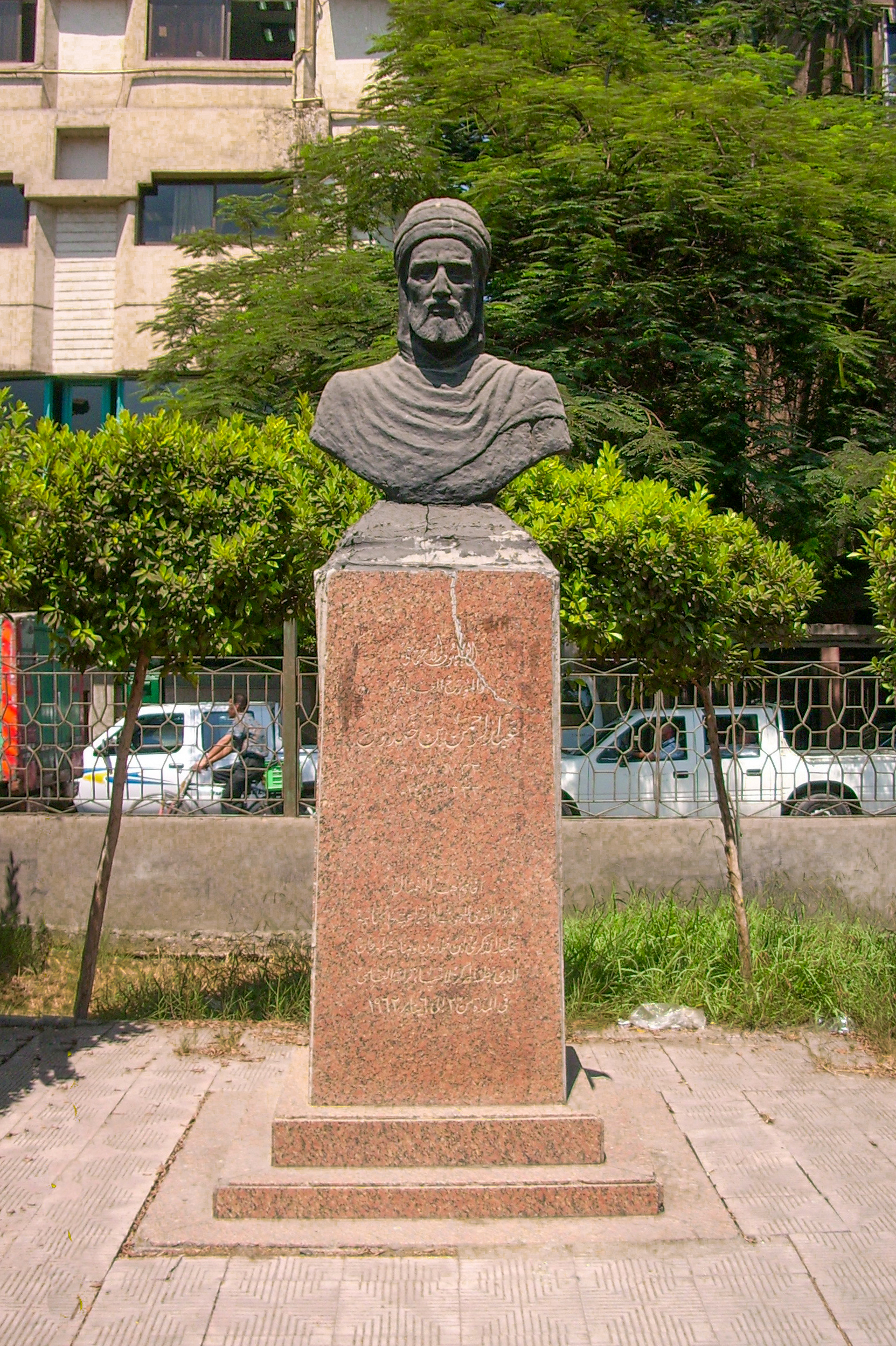
تمثال نصفي لابن خلدون في القاهرة

أواخر جمادى الآخرة سنة 786هـ 1384م عُين ابن خلدون قاضياً للمالكية؛ وفي هذا إشارة على تبوؤه مكانةً عاليةً فهذا المنصب من أرفع أربعِ مناصبَ للقضاء في الدوّلة، وبه أيضاً ابتدأ الاستقرار -الذي نشده ابن خلدون من وصوله لمصر- بالاضمحلال وكثرت الخلافات حوله، فخُلع من المنصب أكثر من مرّةٍ ووصف بسخريةٍ، «وأقمت على الاشتغال بالعلم وتدريسه إلى أن سخط السلطان قاضي المالكية يومئذٍ في نزعةٍ من النزعات الملوكية، فعزله واستدعاني للولاية في مجلسه وبين أمرائه، فتفاديت من ذلك، وأبى إلاّ مُضاءَه». بشكلٍ عام فإن ولاية ابن خلدون للقضاء لم تكن حدثاً عادياً؛ فمنصب القضاء وحتّى مناصب التدريس كانت غاية الفقهاء والعلماء المحليين، ويصعب عليهم استحسان شغلها من قبل أجنبيٍّ عنهم، لذلك كثر على ابن خلدون الحساد والطامعين. واستمر التوتر مع وجهاء الدوّلة حتّى قُطعت الرابطة بينهم، وتكاثرت المصائب عليه عندما فُجعَ بزوجته وولده وماله حيث حلّت بهم عاصفة في البحر أثناء قدومهم لمصر بعدما أذن لهم سلطان تونس، ويروي لنا صعوبة الفاجعة عليه: «ووافق ذلك مصابي بالأهل والولد، وصلوا من المغرب في السفين؛ فأصابها قاصف من الريح، فغرقت، وذهب الموجود والسكن والمولود؛ فعظم المصاب والجزع، ورجح الزهد، واعتزمت على الخروج من المنصب».
عُزل ابن خلدون من منصب قاضي المالكية في السابع من جمادى الأولى سنة 787هـ/1385م وانصرف للتدريس والعلم بالمدرسة القمحية ثم ماليث أن عُيّن مُدرساً للفقه المالكي في المدرسية الجديدة التي أنشأها السلطان في حي بين القصرين وسُميت المدرسة الظاهرية البرقوقية، وبقي كذلك إلى أوان موسم الحج عام 789هـ، فأذن له السلطان بالسفر، ودخل مكة في الثاني من ذي الحجة وأدى الفريضة. وعاد إلى القاهرة قاصداً السلطان، فغمره بكرمه وعينه للتدريس بمدرسة صرغمتش(3) بدل المدرسة القديمة، وقد حدثنا ابن خلدون عن درسه الأول إذ تكلم عن الإمام مالك وحياته ونشأته وكيفية انتشار مذهبه: «وانفض ذلك المجلس، وقد لاحظتني بالتجلة والوقار العيونُ، واستشعرت أهليتي للمناصب القلوبُ، وأخلص النجا في ذلك الخاصة والجمهور».
بعدها عمل ابن خلدون في مشيخة نظارة خانقاه بيبرس(4) وتوسعت موارده وزاد نفوذه؛ لكن الاستقرار لم يدم في مصر فمالبثت الفتن أن بدأت وتحركت الجيوش وتبدلّت الممّالك، وقد ذكر ابن خلدون هذه الفتن وشرح أسبابها بعد أن كان شاهداً عليها فتحدث عن نشوء الدوّل وانهيارها، وقد أثرت هذه الأحداث عليه فخُلع من منصبه، ثمّ أعيد إليه بعد عودة الظاهر برقوق للعرش.

### دمشق
قضى ابن خلدون أربعة عشر عاماً بعيداً عن منصب القضاء، لكن السلطان ردّه إليه في منتصف رمضان سنة 788هـ 1398م، وبعد توليه المنصب بقليل توفي السطان وبدأت الفتن، فلمّا استقرت الأمور استأذن ابن خلدون للسفر لبيت المقدس فأُذن له وجال بها وعاد سنة 802هـ وعُزل من منصب القضاء في السنّة التالية. وأثناء إقامته في مصر وصلت أخبار تيمورلنك الذي دخل الشام واستولى على حلب بسفكٍ وتخريبٍ رهيبين سنة 803هـ 1400م، وبدأ يتحرك اتجاه دمشق. اهتزت مصر لهذه الأخبار فحشد الناصر فرج جيوشه لملاقاة تيمورلنك واصطحب قضاته الأربعة معه. انطلقت الحملة في ربيع الثاني 803هـ ووصلت في جمادى الأولى ونزل ابن خلدون مع عدّة فقهاء في المدرسة العادلية بينما اشتبك جند مصر تواً مع جيش تيمورلنك حيث ثبت الجيش المصري لتبدأ مفاوضات الصُلح بعدها.
انتشرت الخلافات في معسكر السلطان الناصر وعاد بعضهم إلى مصر، فلمّا تبين للسلطان أنّهم قد اعتزموا خلعه عاد لمصر، في الأثناء قرر ابن خلدون أن يتسلّح بالجرأة ويستأمن على نفسه عند تيمورلنك ويُفاوض على تسليم دمشق دون قتال، ويقول ابن خلدون واصفاً دخوله: «ودخلت عليه بخيمة جلوسه، متكئاً على مرفقه، وصحاف الطعام تمر بين يديه تشريها إلى عصب المغل، جلوساً أمام خيمته حلقاً حلقاً. فلما دخلت عليه، فانحنيت بالسلام وأوميت إيماءة الخضوع، فرفع رأسه، ومد يده إلي فقبلتها، وأشار بالجلوس فجلست حيث انتهيت، ثم استدعى من بطانته الفقيه عبد الجبار بن النعمان من فقهاء الحنفية بخوارزم فأقعده يترجم بيننا».
أقنع ابن خلدون وجهاء دمشق بحقن الدماء وتسليم المدينة ودخلوا على سلطان التتار تيمورلنك وقدموا له الطاعة، وبطلبِ من تيمورلنك أمضى ابن خلدون أياماً في كتابة رسالةٍ يصف بها أحوال المغرب فلمّا سلمها للسطان أمر بترجمتها للمغولية. كان المفترض بأن دمشق سُلمت بدون قتال، لكن المغول احتجوا على بقاء قلعتها صامدة فأطبقوا عليها الحصار حتّى استسلمت ودخلوها فأكثروا من السفكِ والتنكيل وكرروا ما فعلوه بحلب، غير أنّ ابن خلدون لم يقطع صلته بتيمورلنك والتحدث معه وأهداه نسخةً من القرآن الكريم، ولمّا عرف تيمورلنك بأن الكتاب هو القرآن وضعه على رأسه.
يؤكد ابن خلدون أنّه كان الوسيط والمفاوض، لكن عدداً من المؤرخين يوردون روايةً مخالفةً، إذ يقول المقريزي إن من فاوض تيمورلنك هو القاضي تقي الدين ابن مفلح الحنبلي ويؤيده آخرون مثل ابن اياس الذي يقول إنّهم اختاروا ابن مفلح لإجادته التركية. غير أن المقريزي يؤكد صلّة ابن خلدون بالسلطان ويؤكد أنّه أذن له بالعودة للقاهرة فغادر دمشق في رجب سنة 803هـ، واعترضه قطاع طرقٍ فسلبوه ماله إلاّ أنّه وصل القاهرة سالماً في السنة نفسها.

### العودة إلى مصر
ما لبث ابن خلدون بعد الوصول للقاهرة حتّى ردوا له منصب القضاء؛ وكان حينها قد بلغ من العُمر أربعة وسبعين عاماً، لكنه ما فتئ يحلم بأن يرقى في المناصب، ويقول في وصف ذلك أحد مؤرخي مصر: «رحمّه الله، ما كان أحبَّه في المنصب». وكانتِ المناصب مكاناً للمعارك بين الخصوم فقد أشاع أعداء ابن خلدون أنّه قضى في حوادث دمشق في سعيهم لإقصائه تماماً، لكنّه استعاد المنصب بعد رجوعه وبقي فيه قُرابة عامٍ قبل أن تودي به الدسائس للعزل في رجب من سنة 804هـ، وولّي على المنصب شمس الدين البساطي والذي عُزل بعد ثلاثة أشهر وأُعيد ابن خلدون إليه في السادس عشر من ذي الحجة قبل أن يُعزل مرّة أُخرى في السابع من ربيع الأول سنة 806هـ ويُعاد البساطي.
لكن ابن خلدون رُدّ لمنصب القاضي للمرة الخامسة في شعبان من سنة 807هـ وعُزل بعد ثلاثة أشهر في 26 من ذي القعدة، وخلفه جمال الدين الأقفهسي الذي استمر في المنصب لثلاثة شهورٍ وخلفه جمال الدين التنسي ثمّ أُعيد البساطي في ربيع الأول سنة 808هـ(5) وعُزل في شعبان من العام نفسه ليعود ابن خلدون للمرّة السادسة لولاية القضاء ويمكث بها أسابيع حتّى وفاته.

## أفكاره

### العمران البشري

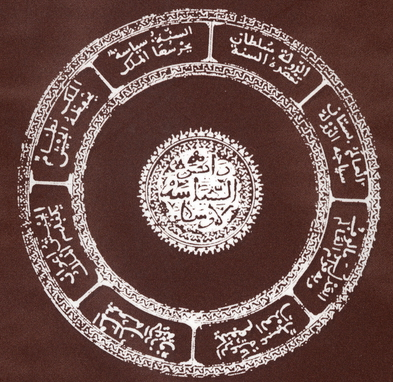
وصف تقريبي للدائرة السياسية كما رآها ابن خلدون

امتاز ابن خلدون عن غيره من المؤرخين عامةً والمؤرخين المُسلمين خاصةً برؤيته للتاريخ؛ فلم ير فيه مجرد روايةٍ للأحداث، بل علماً يجب أن يُدْرس وفق منهجٍ واضحٍ، وانتهت رؤيّته إلى اكتشاف نوعٍ من الفلسفة الاجتماعية أطلق عليها اسم العمران البشري الذي يصفه بأنّه «مستحدث الصنعة غريب النزعة غزير الفائدة». ويرى أنّ لهذا العلم عديد الفوائد فهو يبرز الحق من الباطل فيما تناقلته الألسن عن الأحداث التاريخية، وذلك من خلال النظر في العمران البشري؛ فإذا مافعلنا ذلك فسنصل إلى قوانينَ تمحّص الحق من الباطل في الأخبار وبطريقةٍ لا يرقى إليها شك، وبذلك فإن المجتمع الإنساني كلّه أداةٌ للتأمل والدراسة للنظر في تاريخ المجتمعات بالدرس والتحليل من نشأة المجتمع واستقراره وتقليه بين الضعف والقوّة والفتوّة والكهولة والنهوض والسقوط حتّى نعرف خصائص هذا المجتمع وخواصه وعناصر تكوينه وتنظيمه.
موضوعياً يرى ابن خلدون في العمران البشري أنه «ما يعرض في اجتماعهم من أحوال العمران في المُلك والكسب والعلوم والصنائع بوجوهٍ برهانيةٍ، يتضح بها التحقيق في معارف الخاصة والعامة، وتُدفع بها الأوهام والشكوك»، ثمَّ يقسم هذا العلم لستةِ فصولٍ هي:
- في العمران البشري على الجملة وأصنافه وقسطه من الأرض
- في العمران البدوي وذكر القبائل والأمم الوحشية
- في الدول والخلافة والملك وذكر المراتب السلطانية
- في العمران الحضري والبلدان والأمصار
- في الصنائع والمعاش والكسب ووجوهه
- في العلوم واكتسابها وتعلمها

### منهجه التاريخي
نظر ابن خلدون إلى الأحداث التي جرت في تاريخ الدول بتأملٍ شديدٍ فاستبصر ظواهرَ اجتماعيةً دائمة الحدوث غير مرتبطةٍ بالوقت، وهذه الظواهر تُمثل حياة المجتمع، وتربط الماضي بالمستقبل فالحوادث السالفة مُشابهة للحوادث التي لفتت انتباهه في عصره، وعليه اكتشف هذه الظواهر. وبلغت دراسته للتاريخ أن تحوّلت إلى إيمانٍ بالتاريخ فرأى وجوب وجودِ منهجٍ صحيحٍ وواضحٍ للتحقيق قي الحوادث التاريخية والنظم الاجتماعية.
وللوصول إلى القراءة الصحيحة للتاريخ بوصفه علماً على المؤرخين أن يتلافوا الوقوع في ثلاثة أخطاءٍ رئيسيةٍ؛ أولها التحزُب؛ فإذا ما روّي التاريخ وفق وجهة نظر بعض المُتحزبين لمنهجٍ إسلاميٍّ مُعينٍ لحصلت الدوّلة الأمويّة على أشنع الأوصاف دون أيّ صفةٍ حميدةٍ، ومثلها ظاهرة التحزُب عند المؤرخين المُبالغين في تملقِ الأقوياء، وآخرين يؤيدون ملكاً بشكلٍ مُفرطٍ دون النظر في مساوئه أو بصرف النظر عنها. أمّا الخطأ الثاني فهو قبول المؤرخ لكلِّ ما روّي من قبْله فيأخذ المعلومات دونما فحصٍ دقيقٍ، والحلّ الأنسب لتلافي هذا الخطأ يكون في التمحيص مع كثيرٍ من العنايةِ والتأمل، وهنا يجب الاعتماد على اكتشافات المُسلمين في علم الرجال و«الجرح والتعديل» التي استخدمها مؤرخو السنة النبوية فحققوا في كل الأحاديث، وأرجعوا كلّ معنىً إلى أصله حتّى صارت الأحاديث أشبه بالمعاجم يعود المرءُ إليها لاكتساب معلومةٍ أو نصيحةٍ، وكذا يجب أن يكون التاريخ فيجب التحقق من كلِّ ما ورد فيه حتّى يكون معجماً للمُريدين؛ ويجب الإنتباه لعددِ مؤرخي الحادثة الواحدة فروايةُ خمسةِ مؤرخين أقرب للتصديق من روايةِ مؤرخٍ واحد. أمّا الخطأ الثالث وهو ما أعطاه ابن خلدون عظيم الأهمية فهو الجهل بطبيعة الأحوال في العمران فالمؤرخُ محكومٌ بفهم طبائع المجتمع ومطابقتها مع ما يتفقُ معها من أحوال العمران، فإن عجز عن ذلك خسر امتياز القدرةِ على تمحيص المعلومات وتدقيقها.
ويُعلق ابن خلدون على هذه الخطايا الثلاث إلاّ أنّه يُعطي للخطيّة الثالثة أهميةً عُظمى، فيرى أن المسائل التاريخية لا يُمكن إخضاعها للجرح والتعديل إلاّ بعد مطابقتها مع طبائع العمران، فمن العبث القول بصحّةِ روايةٍ تاريخيةٍ ولو تكررّت على لسان أكثرَ من مؤرخٍ إذا كانت لا تتفق مع الأحوال في زمانها، أي إذا كانتِ الروايّة تناقض الزمان والمكان والظروف التي تعرضت لها الظاهرة المؤرَخّة. يضرب ابن خلدون -مثالاً على ذلك- برحلة ملك الهند يوم خرج للسفر وقبلها أحصى عدد سكان مملكته من نساءٍ ورجالٍ وأولاد وأعطاهم رزق ستةِ أشهرٍ عند عودته، فلمّا عاد اجتمع أهل الهند وغطوا الأرض كلها وقُذفت عليهم الأموال بالمنجينيقات، فيقول ابن خلدون إنّ الناس استفاضت في تكذيب هذه الواقعة لأنّها لا تتفق مع أحوال العمران «فليرجع الإنسان إلى أصوله وليكن مهيمناً على نفسه ومميّزاً بين طبيعة الممكن والممتنع بصريح عقله ومستقيم فطرته فما دخل في نطاق الإمكان قبله وما خرج عنه رفضه».

### الاقتصاد
تعرّض ابن خلدون في مقدمته لعديد الأفكار الاقتصادية والمالية؛ فنظر إلى مستوى المعيشة وتناسبها مع عددِ السكان وكثافتهم، ودَرَسَ أسعار الحاجيات والأجور والأعمال، وبحث بها لفهم ارتفاع أسعارها أو انخفاضها وققاً للعرض والطلب وطبقاً لاستمرار المُدن بالعمران.

#### في الاقتصاد النقدي

##### النقد
حللّ ابن خلدون النقد بطريقةٍ تقترب بشكلٍ كبيرٍ من فهم الطبيعة الحقيقية له، حيث رأى فيه تجسيداً للعمل الإنساني وأساساً للقيمة ووظيفته باعتباره أداة مقياسٍ (لقياس القيمة) تكمن في استخدامِ المعادن الثمينة للقياس «ثمّ إنّ الله تعالى خلق الحجرين المعدنيّين من الذّهب والفضّة قيمةً لكلّ متموَّل، وهما الذّخيرة والقُنية لأهل العالم في الغالب» وهذا الرأي يوحي بأن ابن خلدون شرح ضمنياً النقد باعتباره وسيلةً للتبادل أولاً ثم تحوّل -بعد ذلك- ليُحدد القيمة، فقبل وجود النقد كان الاستخدام قائماً على التبادل السلعي بين البضائع أي أنّ البضائع تُستبدل ببعضها. ويؤكد ابن خلدون أن كمية النقدِ الموجودةِ في بلدٍ ما لا يمكن أن تتجاوز حاجة المجتمع، والنقد هو وسيلة التداول العالمية وليس فقط المحلية فهو أداة تسهيل التجارة الداخلية بين أفراد المجتمع والتجارة الخارجية بين الدوّل. أمّا باعتبار النقد وسيلة ادخارٍ فيرى ابن خلدون أن الذهب والفضة ذخيرة أهل العالم غالباً، وحيثما اقتُنيَ غيرهما فهذا بقصد تحصيلهما في النهاية، غير أن النقد بحدِ ذاته ليس مصدر القيّمة بل مصدرها هو العمل الإنساني «وإذا تقرّر هذا كلّه فاعلم أنّ ما يَفيدُه الإنسان ويَقتنيه من المتموَّلات، إن كان من الصّنائع فالمُفاد المُقتنى منه قيمة عملِهِ وهو القصد بالقُنية، إذ ليس هناك إلّا العمل وليس بمقصودٍ بنفسه للقنية». وهذا يؤكد ما ورد في نظريّة القيمة لاحقاً من أنّ العمل مُتجسد بالسلعة.

##### الأسعار
درس ابن خلدون الأسعار من خلال مبدأ السببية ومنه انطلق في تفسير التفاوت بين العرض والطلب وتأثيراته على ارتفاع الأسعار أو انخفاضها، وذا مشابه لما شرحته النظرية السعرية الوضعية فيما بعد. كذلك فارتفاع الأسعار عامل رئيسي خلال استمرار العمران لأنّه يؤدي لحاجةٍ أكثر على البضائع وبالتالي ترتفع أسعارها دون نسيان ما تأتي به الآفات السماوية من احتكاراتٍ للتجارة. أي إنّ الأسعار ترتفع بشكلٍ تلقائيٍّ عند ازدياد الطلب عليها لكن العكس قد يحدث أيضاً فيكون المعروض أكبر من المطلوب ما يؤدي بالأسعار إلى الهبوط وتفسد الأرباح. لذلك يرى ابن خلدون أن على التاجر أن يُوازن بين كمية ما هو مطلوبٌ من بضائعَ عند المستهلكين وبين الكمية التي سيعرضها للبيع «التّاجر البصير بالتّجارة لا ينقل من السّلع إلّا ما تعمّ الحاجة إليه من الغنيّ والفقير والسّلطان والسّوقة إذ في ذلك نَفاق سلعته. وأمّا إذا اختصّ نقله بما يحتاج إليه البعض فقط، فقد يتعذّر نَفاق سلعته حينئذٍ بإعواز الشّراء من ذلك البعض لعارضٍ من العوارض فتكسد سوقه وتفسد أرباحه».
في حديثه عن العرض والطلب يُفرق ابن خلدون بين ثلاثة أنواع من البضائع وهي الضروريات، والحاجيات والكماليات فإذا ازداد عدد السكان تقل أسعار الضروريات لأن الناس تجتهد في تأمينها (وبالتالي فإن العرض لهذه السلع يبقى مرناً)، أمّا بالنسبة للكماليات فإن أسعارها تزداد مع ازدياد الطلب بسبب محدوديّة توافرها. وبالتالي فإن للعمران وعدد السكان الأثر الرئيس في الأسعار ومداها. وانخفاض أسعار الضروريات لا يُناقض قانون العرض والطلب فهذه البضائع تنخفض أسعارها بسبب حالات العرض الزائد الناتج عن زيادة عدد السكان. وهنا يوّضح ابن خلدون أن هذا هو الطبيعي لكن في الوضع غير الطبيعي فإن الآفات السماويّة المُتمثلة باحتكار البضائع من قبل التجار تؤدي لارتفاع أسعارها، إضافةً إلى ذلك قد يحدث ارتفاع الأسعار نتيجة زيادة نفقات الإنتاج فيعمد المُنتِج -لتعويض زيادة النفقات- لزيادة سعر السلعة عند بيعها للمستهلك.

#### في الاقتصاد المالي

##### التنظيم
لم يكن تحليل ابن خلدون للشؤون المالية تأريخاً بل دراسةً موضوعيةً للظواهر الاقتصادية؛ وقد رأى أن تنظيم مالية الدوّلة من أهم أركانها «وهذه الوظيفة جزء عظيم من المُلْك بل هي ثالثة أركانه»، وأهمية هذه الوظيفة تكمن في أنّ الدوّلة تؤدي من خلالها كامل أهدافها من حفظ حقوقها وإحصاء جندها وتقدير أرزاقٍ كلٍّ منهم، وبالتالي تمارس الدوّلة دورها الرقابي والتنظيمي والإشرافي من خلال وظيفة التنظيم المالية.

##### الضرائب
لم يستخدمِ ابن خلدون مصطلح الضريبة بل استخدم المُقابل السائد في عصره وهو الجباية وقد تحدث عن الجباية بكافة أشكالها وشرح أسباب قلتها وكثرتها وأنواعها وردّها لمفهوم السببية، فتختلف الجبايات بين الدوّل وفق ما تتطلبه الظروف، وفصّل ابن خلدون أنواع الجبايات حسب طبيعة الحكم في الدولة؛ فإذا كانت دولةً إسلاميةً لا يؤخذ من السكان إلاّ ما نصّت عليه الشريعة الإسلامية أي الصدقات والخراج والجزية والعشور «الدّولة إن كانت على سنن الدّين فليست تقتضي إلّا المغارم الشّرعيّة من الصّدقات والخراج والجزية»، أمّا في حالة الدولة غير الدينية فإن الجبايات تؤخذ بحسب نوعية النشاطات الاقتصادية التي يمارسها المجتمع مع الأخذ بعين الاعتبار طبيعة النظام الإجتماعي الذي يعيشه أفراد المجتمع. يفرق ابن خلدون بين الجبايات المُباشرة وغير المُباشرة التي استُحدثت مع تطور الدوّل ويربط بين تطوّر الدولة وسياساتها الضريبية، ففي بداية نشوء الدوّل تكون الجبايات قليلةً كثيرة الفائدة على السكان وهي لتأمين نفقات الدوّلة فقط، وعند نهاية حياة الدوّل تكون الجبايات كبيرةً وقليلة الفائدة على السكان.

##### تحصيل الضرائب
اعتمد ابن خلدون في طريقة تحصيل الضرائب على طاهر ابن الحسين وهو أحد رجال الخليفة العباسي المأمون؛ حيث طلب الحسين يُوّصي ابنه عندما توّلى الرقة ومصر «وانظر هذا الخراج الّذي استقامت عليه الرّعيّة وجعله الله للإسلام عزّا ورفعةً ولأهله توسعةً ومنعةً، ولعدوّه وعدوّهم كبتاً وغيظاً، ولأهل الكفر من معاديهم ذلّاً وصغاراً، فوزّعه بين أصحابه بالحقّ والعدل والتّسوية والعموم، ولا تدفعَنّ شيئاً منه عن شريفٍ لشرفه، ولا عن غنيٍّ لغناه، ولا عن كاتبٍ لك، ولا عن أحدٍ من خاصّتك ولا حاشيتك، ولا تأخذنّ منه فوق الاحتمال له». وبذلك فإن ابن خلدون كان يُطالب بفرض ضرائبَ فيها مساواة واعتدال على الرعية.

##### الإنفاق الحكومي
يرى ابن خلدون أن الإنفاق الحكومي عامل أساسي في تطوّر العمران ويُصرّح بعباراتٍ تؤكد أن الطلب الحكومي هو المُحرك الرئيس للنشاطات الاقتصادية، والمُطوّر الرئيس للمجتمع من الزراعية للصناعية، أي إنّ الدوّلة تستطيع المساهمة من خلال الإنفاق العام برفع مستوى الطلب على البضائع والخدمات، وبالتالي تُحفز الأفراد على مزيدٍ من الاستثمارات لتلبية الطلب. دعم ابن خلدون هذه السياسة المالية في عهد المأمون. كما وحذر من اكتناز الدولة وجمع الضرائب دون إعادة استثمار الأموال، فهذا من شأنّه أن يؤخر النمو فتزيد البطالة وتنخفض قدرة السكان على الشراء.

### الآراء الدينية
رآى ابن خلدون في الدين ظاهرة اجتماعية أساسية فلا يوجد مجتمع غير مُتأثر بدين من الأديان ووصفه بأنّه ما وراء الطبيعة النفسي؛ حاول من خلال هذا الوصف التوفيق بين الآراء الفلسفية والمعتقدات الدينية واعتقد بوجوب عدم الخلاف بينهم وذلك على خطا معلمه ابن رشد(6) الذي سعى إلى التوفيق بين المبادئ الإسلامية والفلسفة اليونانية في كُتيب أسماه فصل المقال فيما بين الشريعة الحكمة من الاتصال. يعتقد ابن خلدون أن الاتصال بين العالم المحسوس وغير المحسوس هو أساس لكل دين فينشأ الاتصال من خلال معرفة الشخص بإدراة الله والفضل في حدوثه هو الروح البشرية فهي الوسيط بين الله والإنسان وهي خالدة بطبيعتها فلا تفنى وتتمتع بخصائص تُمكنها من الاتصال مع الله، غير أن ليس كلّ الأرواح سواء فأغلب الأرواح فاقدة لقدرتها الخفية ومُتعلقة بالعالم الحسي فقط وعددٌ قليل منها لازال يحتفظ بقدرته الكاملة على الاتصال مع الله وهؤلاء هم من اختارهم الله فصاروا أنبياء فتهجر أرواحهم العالم الحسي لتتلقى من الله ما يجب أن يبلغوه للبشر والأديان تنشأ فقط من هذا الاتصال أمّا الأديان المُعتمدة على مؤسسات التنبؤ والاستطلاع فهي مزيفة غير أنّها جزئياً تحتوي شيئاً من الحقيقة، فتركيز الشخص على شيءٍ مُعين لمدة طويلة تجعله ينسى كل شيء ويرتبط بما ركز عليه فقط، هذا التركيز يجعله يرى العالم اللاحسي بسرعة فائقة جداً وبصورةٍ ناقصة بشكل كبير، وهذه هي الأديان الوثنية.
يذهب ابن خلدون للاتفاق مع الصوفية فيرى أن الإنسان وإذا احتفظ بحسن إيمانه وتجرد من رغبة اختلاق دينٍ جديد واجتهد للانسلاخ عن العالم الحسي فسيستطيع أن يقترب من الجوهر الإلهي وستظهر له أفكار العُلماء بوضوح، لكن إذا ما اجتهد في هذا الانسلاخ والتصوف رغبةً منه في التفوق على الآخرين فإنّه لن يتصل بالله بل بالشياطين. وأيضاً فأن الروح البشرية تتمكن من رؤية بعض أمور المستقبل من خلال الرؤيا لكن بشرط أن تكون هذه الروح كاملة الاستقامة وكثيرة الورع والطهارة وإلاّ كانت الرؤيّة آتيةً من الشياطين.
وعليه فإن الوحي ينقسم لعدّة بحسب كمال الرووح واستقامتها فالأنبياء أولاً ويليهم الأولياء والصوفيّة أولاً ثم الكُهان وكلُّ جماعةٍ بها فروع فهناك أنبياء ليسوا برُّسل فيدركون علوم الغيب بطريقةٍ أقل كمالاً وهم كُثر لدى بني إسرائيل؛ أمّا الرُّسل فإن اتصالهم بالعالم الروحي يكون على أكمل نحو ويجب عليهم إعلان رسالتهم وشرح إرادة الله وهم مؤسسوا الأديان الحقيقيون، وتمييّزُ الأنبياء عن الرُّسل يأتي من خلال المعجزة فيؤكد ابن خلدون بأنّه لإثبات صحة الرسول لا بدّ من برهانٍ واضحٍ لكلّ للناس بدون تميز وهذا البرهان هو المُعجزة. لكن المعجزة لا تكون هي التنبؤ بالغيب فهذا ما يشترك به الأنبياء والأولياء أمّا الرسول فهو مطالبٌ بالإعلان عن المعجزة التي ستحدث ويطلب من كلِّ مُشككٍ أن يأتي بمثلها.

### العمران المدني
اهتم ابن خلدون بالمُدن والمستوطنات السكنية وطُرق تنظيمها؛ ولبنائها الصحيح حددّ تسع نقاطٍ أساسية:
- الموضع والموقع: إذ أن بقاء المستوطنة وديمومتها يتحدد من خلال قدرتها على تقديم لسكانها؛ وهناك فرق بين الموضع والموقع فالموضع يعني المكان الذي تشغله مساحة البناء وتتموّضع به أمّا الموقع فهو مكانُ المُدن والمستوطنات بالنسبة لمحيطها وما تتفاعل معه من المساحات القريبة بصورةٍ مباشرة أو غير مباشرة،[153] كما على التجمع السكني أن يحوي على مقومات الحياة لساكنيه مثل المياه وآمان الموارد الغذائية وقدرة استيعاب تربية المواشي[154] والهواء النظيف خشية إصابة السُكان بالأمراض، ويضرب مثالاً عن المُدن الأولى في الإسلام حيث دخلها الفاتحون ولم يوّلوا اهتماماً إلا لتناسب المكان مع حاجاتهم من توفر الماء ومراعي الإبل ولم يُراعوا أهمية الموارد بالنسبة لأهل المُدن كالقيروان والكوفة وغيرهم.[155] كما لمكان المدينة الاستراتيجي دورٌ هام لحماية المدينة من الأعداء؛ فإذا كانت داخليةٍ لا تُطل على بحر فيجب أن تُحصن وفق ما يفرضه الواقع الحغرافي عليها،[156] أمّا إن كانت ساحلية فيجب اختيار الموضع والموقع بعناية فائقة ليتناسب مع وجود تحصيناتٍ فلا تلجها أساطيل العدو.[157]
- البناء الوظيفي: قصد ابن خلدون ببناء المُدن وظيفياً الكفاءة؛ كفاءة المستوطنة للعيش فيها وحماية سكانها من الأضرار سواء كانت أضراراً بشرية ناتجة عن هجمات أم أضراراً طبيعية أدت لحدوثها الرياح والعواصف وما شابههم أو أضراراً صحية كانتشار وباء مُعين، والحلُ لهذه المشاكل يكمن في توفير الخدمات للتجمعات السكنية بشكلٍ جيد وإلاّ كانت أماكن لا تُقدم السلام لقاطنيها،[158] ورغم تأكيده على ضرورة امتلاك المُدن للخدمات الوظيفية إلاّ أنّه قسَمَها وفق تخصاصاتٍ فبعض المستوطنات تتميز عن غيرها بقدرتها وأهليتها لإنجاز نوعٍ مُعينٍ من الوظائف بغض النظر عن انتسابها الإقليمي أو المكاني أو حتّى العالمي وفي حالة فرضِ وظيفة مُعينة على التجمع السكني لاعتبارات انتمائية فقد تتدهور الحياة بها وربّما تفنى المُدن[159] «قد استقرينا في العمران أنّ الدّولة إذا اختلّت وانتقضت فإنّ المصر الّذي يكون كرسيّا لسلطانها ينتقض عمرانه وربّما ينتهي في انتقاضه إلى الخراب ولا يكاد ذلك يتخلّف.»[160]

وللحاكم دورٌ في ذلك فقد تتبدل أحوال الحُكم في الدوّلة وسعياً للطمأنينة على الحكم الجديد قد يلجأ الحاكم لتغييّر وظيفة المدينة التي ازدهرت بها وبذلك يرمي المدينة إلى الخراب فبعض المدن لها وظائف بالغة الأهمية بالغة مثل المدن التي عُرفت بالتجارة أو بالدفاع أو بالصيد أو بالسياحة. دينياً فإن ابن خلدون اهتم لطابع المُدن الديني فالوظيفة الدينية تستقطب وظائف أُخرى تجارية وسكنية وخدمية والمنشآت الدينية هي مظاهر ذات قيمة روحية وعمرانية تتجاوز المرحلة التي ظهرت فيها، فهي تُمثل ملجأً روحياً لسكان المدينة ومكاناً للمارسة الرياضة النفسية التي تخلق انتعاشاً في النفوس وتجديداً في الحياة الاجتماعية بصفاء ذهني فتدفع بالدولة إلى الازدهار.
- دراسة مراتب المدن: تكلم ابن خلدون عن مراكز الاستيطان وطبيعة توّزع السكان بها؛ فهناك مراكز مبعثرة الانتشار السكاني تُمثل السمتوطنات القاصية، ومراكز أُخرى منظمة تمثل المستوطنات المركزية ولها أهميةٌ أكبر بكثير نتيجة خدماتها الواسعة التي تقدمها للإقليم، هذا الفرق يجمع المستوطنات القاصية مُعتمدة بكشل كبير على المدن المركزية وهذا البعد لها تأثيرات عديدة في وسائل النقل وطبوغرافية المستوطنة. أمّا العواصم فهي المراكز الأكثر تعلمقاً فهي مقعد الحُكم وتثل قمّة الإدراة وتتجاذب نحوها كل الوظائف ويزاداد التجاذب مع ازدياد مركزية نظام الحكم كما يحدد التجاذب الكبير شكل العاصمة عُمرانياً وخدمياً ويوُّضحُ الهوّة بينها وبين المستوطنات القاصية التي تزداد تقزماً مع كل توسعٍ لدور العاصمة الخدامتي.[163] تطوّر العاصمة والمدن المركزية على حساب الأرياف أو المستوطنات القاصية يجعل من الأخيرة مكاناً لانتشار البداوة بسبب بعد الحضارة عن مذاهبها.[164]
- مورفولوجية المدينة: فهم ابن خلدون العلاقة الجدلية بين الوظيفة والشكل في بناء المدن والمستوطنات؛ فقلّة عدد السكان ستؤدي لخللٍ ونقص في وظيفة المستوطنة ما يعني انحساراً في الهجرة إليها أو السكن بها وهذا ينعكس على عمرانها وتطوّر أبنيتها وبالتالي يبتناقص استيراد مواد البناء الجديدة لها وسيعمد سكانها القلائل لهدم أبنية قديمة واستخدام موادها في أبنية جديدة فيقللّون من أهمية مدينتهم التراثية ويبتعد السكان شيئاً فشيئاً عن الحياة الحضرية.[165]

وشكل المدينة يتقاطع مع كل وظائفها فمثلاً تستلزم الوظيفة الدفاعية بناء أسوارٍ للبيوت وللمدن وهذه الأسوار ستُكسي المدينة شكلاً عمرانياً فريداً يميزها عن غيرها وعليه فإن كلّ وظيفيةٍ تعطي بصمّة خاصة لشكل العمران في المدينة، وهذا العمران يعكس إمكانية الدولة ودرجة إنتاج أبنائها والتنظيم ضمن نشاطٍ مركزي موّجه إضافةٍ للقابيلة الهندسة والمعمارية وكل هذه العومل تتوفر إذا كانت المراكز الاستيطانية تنفذ وظائفها بأفضل صورة. قد يصل العمران لمستوى تطور متغطرس ومتعالي نتيجة كثرة الموارد المالية والتنظيمة، وهنا يربط ابن خلدون في الفنون العمرانية بينما هو ماهر وبين ما هو قاصر فمن الأبينة ما هو غثٌ وسمين وهذا يعود لقوة الدولة والمشرفين على بنائها والمهندسين المُنظيمن.
- المرافق والخدمات والبيئة: إن أكثر ما ميّز تخطيط ابن خلدون للمدن هو الاهتمام براحة السكان عن طريق تأمين الخدمات لهم وهذه مسؤوليةُ القطاع العام،[169] فأكثر ما يهم في تخطيط المدن هو إبعاد السكان عن كل ما يقلق راحتهم ويهدد مواردهم دون نسيان أن أهم هذه الموارد هي الماء فهو أهم عناصر الحياة وأكثرها حمايةً للصحة[170] إضافة لكثرة المراعي وخصوبتها وذلك حرصاً على أرزاق الناس من الماشية والدواجن ويجب أن تتوفر للمدينة أيضاً المزارع فهي تُمثل قوت الناس.[155] أما من المضار فهي تعرض المدن للغزو والحرب ولذلك يجب بناء دفاعاتٍ جيدة عنها،[170] إضافة لحماية السُكان من الآفات السماوية المُتملثة بالمشاكل الطبيعية بكافة أشكالها ويُساهم الهواء النظيف بشكل كبير في ابتعاد المدن عن هذه الآفات «وممّا يراعى في ذلك للحماية من الآفات السّماويّة طيب الهواء للسّلامة من الأمراض».[171]
- القطاعين الخاص والعام: بإيجازٍ وشرح مختصر رآى ابن خلدون أن التكامل بين ما يمكله الناس وبين ما تُنفذه الدولة أساساً لاستقرار المستوطنة البشريّة، وتحدث عن أهمية اشراك السكان بمراحل التخطيط في كل مشاحة الدولة طالما أن العمل أولاً وأخيراً سيكون للمواطنين. في حديث عن البنايان في الدولة أكثر من ذكر المصانع والمنازل والدور والقصور وقصد بالمصانع والقصور الأبنية العامة بينما المنازل والدور هي للقطاع الخاص[172] «فلا بدّ في تمصير الأمصار واختطاط المدن من الدّولة والملك».[173]
- التخطيط ومستلزماته القانونية: كان ابن خلدون سباقاً في فهم الأبعاد البشرية للتخطيط وقراءة علاقة الإنسان بالأرض؛ ففي البعد المكاني رتَبَ التخطيط وفق المساحة فمنه التخطيط القومي الشامل لأراضي الدولة كلها نزولاً للتخطيط الإقليمي وصولاً للتخطيط المحلي،[174] وقد قرأ ابن خلدون الإهمال في تخطيط المناطق النائية وهو ما عالجه من خلال التخطيط الإقليمي الساعي لفرض نوعٍ من التوازن في العمران بين المستوطنات الكبيرة والصغيرة. أمّا في البعد المكاني فقد ميز بين المديين القريب والبعيد فما نراه من طرح لمشاكل المستوطنات وحلولٍ لها هو تخطيط قريب الأجل والتخطيط البعيد هو المُتمثل في تكامل جهود الأجيال لتشييد منجزات عملاقة[175] «الهياكل العظيمة جدا لا تستقل ببنائها الدولة الواحدة والسّبب في ذلك ما ذكرناه من حاجة البناء إلى التّعاون ومضاعفة القدر البشريّة».[176] وأمّا في البعد البشري فإنّ الهدف الأساسي للتخطيط هو حماية سكان الدولة من الأذى وتطوير اقتصادهم والحرص على سلامتهم.[177]
- المدينة كائن حي: رآى ابن خلدون في المستوطنات والمدن عوامل داخلية وخارجية تؤثر في نموها أو انكماشها فالمدن لا تتكون من أشياء تتسم بالجمود فقط مثل الشوارع والأبنية بل هي تمتلك فعلاً ورد فعل داخل رقعتها الجغرافية أو داخل إقليمها، فشق طريق أو إنشاء سوق لا يؤثر على عمران المدينة فقط بل وعلى سكانها وإقليمها ويمتد ليؤثر على العلاقة بين المدينة والإقليم.[178] «قد استقرينا في العمران أنّ الدّولة إذا اختلّت وانتقضت فإنّ المصر الّذي يكون كرسيّا لسلطانها ينتقض عمرانه وربّما ينتهي في انتقاضه إلى الخراب ولا يكاد ذلك يتخلّف»[160]
- العلاقة بين المدينة والإقليم: اهتم ابن خلدون بالعلاقة القائمة بين المدينة وإقليمها باعتبار ازدهار المدن أساس نهضة الأقاليم، وميز بين الأقاليم محدودة الجغرافية وبين تلك الممّتدة على مساحات أوسع،[179] ومن خلال ربطة بين الكفاءة والوظيفة نجح في تنظيم البعد المساحي للإقليم فوظيفة المدن المُنتمية لاقليم واسع تختلف عن تلك المنتمية لإقليم ضيق، وإن من أهم وظائف الإقليم توفير الموارد للمدن والمستوطنات لتحقيق الازدهار والديمومة وعمل المدينة لما وُجدت لأجله ما يعني أهمية العلاقة الإيجابية بين المدينة وإقليمها الذي تنتسب له على أن تكون هذه العلاقة مستمرة حتّى ولو زالت الدوّلة[180] «وأمّا بعد انقراض الدّولة المشيّدة للمدينة فإمّا أن يكون لضواحي تلك المدينة وما قاربها من الجبال والبسائط بادية يمدّها العمران دائما فيكون ذلك حافظا لوجودها ويستمرّ عمرها بعد الدّولة كما تراه بفاس وبجاية من المغرب وبعراق العجم من المشرق».[173]

## آراء المعاصرين
قضى ابن خلدون ثلاثة وعشرين عاماً في مصر اتسمت بالهدوء والابتعاد عن ضجيج السياسية التي عاشها في المغرب، وقد أتاح له الوجود قرب مكتبات القاهرة وعلمائِها فرصة تنقيح من كتبه في المغرب، غير أنّه لم يستطع أن يُنشئ مدرسته الخاصة في مصر وهذا ربّما يعود لاكتظاظ مصر بدور العلم من جهة ولحكمه السابق على أهلها «يغلب الفرح عليهم والحفة والغفلة عن العواقب». وبسبب طبيعة المجتمع في القاهرة واشتداد المنافسة العلمية به فقد أُعرض عن أفكار ابن خلدون بشكل كبير ولم يُقبل بين أوساط العلوم بسهولة غير أن ذلك لم يمنع تأثُرَ العديد من كبار الفكر بأفكاره مثل ابن حجر العسقلاني لنا في كتبة رفع الإصرار في قضاء مصر أنّه اجتمع بابن خلدون ويصفه بأنّه كان طليق اللّسان وعارفاً بالأمور المُتعلقة بالممالك وكان جيد النقد والشعر ولو بغير براعة.

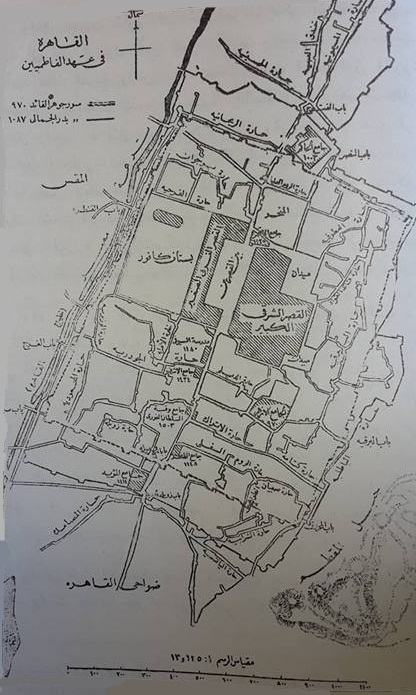
خريطة القاهرة في عهد الفاطميين، يظهر في منتصفها حي بين القصرين الذي يُعتقد أنّ ابن خلدون سكن به

لكن العسقلاني لا يُطيل المديح فيتهم ابن خلدون بعدم الدراية الكافية بأخبار المشرق كما ويعارض تأيد المقريزي للمقدمة ويرى أنّها لا تمتازُ إلاّ بحسن البلاغة وأناقة الكلام على الطريقة الجاحظية ويُضيف بأنّه لم يكن قاضياً جيداً وقد تنكر للناس وقضى سنواته الأخيرة في سماع المُطربات وتزوج امرأةً لها أخٌ أمرد، وقد كان هذا الرأي يُمثل فريقاً كبيراً من العلماء فإضافة للعسقلاني ضمّ الجمال البشييشي والركراكي وبدر الدين العيني واستمر الذم حتّى على يد السخاوي الذي رددَّ كلّ ما قاله شيخه العسقلاني لكن بلهجةٍ أكثر حدّةً غايتها الهدم والانتقاص. وبجانب هذه الانتقادات فقدأُيدت أفكار ابن خلدونٍ أيضاً من طائفةٍ من مفكري وفقهاء مصر حينها ولعلّ من أبزهم تقي الدين المقريزي والذي أُعجب بآراءه وكان يُعرفه «شيخنا العالم العلامة الأستاذ قاضي القضاة» وقد تتبع أخباره في كتابه السلوك لمعرفة دول الملوك وكتابه دور العقود الفريدة ووصفه بإعجاب شديد وأسهب في الحديث عن مقدمته «لم يعمل مثلها، وإنه لعزيز أن ينال مجتهد منالها، إذ هي زبدة المعارف والعلوم ونتيجة العقول السليمة والفهوم، توقف على كنة الأشياء، وتعرف حقيقة الحوادث والأنباء، وتعبر عن حال الوجود وتنبئ عن أصل كل موجود، بلفظ أبهى من الدر النظيم، وألطف من الماء سرى به النسيم»
في كتبه إغاثة الأمة بكشف الغمة يتحدث المقريزي عن عن تاريخ مصر ويبدو واضحاً تأثره بشيخه ابن خلدون واستخدامه لبعض عبارته مثل أحوال الوجود وطبيعة العمران. ويمكن رؤية التأييد بشكل واضح عند حديثه عن الدوّل والممالك وعوامل سقوطها وأثر فسادها في خراب العمران، ونستطيع رؤية تأثر السخاوي بأفكار ابن خلدون هذه في كتابه الإعلان بالتوبيخ. أيضاً فق شاطر ابن تغري بردي شيخه المقريزي في تأييد أفكار ابن خلدون ويُشيد بنزاهته في إدارة القضاء.

## وفاته
انتهت أعوام ابن خلدون في القاهرة؛ ولا يقين تاماً بمكان إقامته، لكن الجمال البشبيشي يقول إنّه رأى ابن خلدون بالقرب من الصالحية في القاهرة متوّجهاً إلى بيته ما يُشير إلى أن مسكنه يقع في حي بين القصرين أو الأحياء القريبة منه، حيث المكان قريبٌ إلى وظيفته كقاضٍ للمالكية، ولأن إيوان فقهاء المالكية كان قريباً أيضاً. أمّا بعد عودته من دمشق فيُشير الجمال البشبيشي أنّه تبسّط بالسكنى على البحر ما يدُل على اختياره السكن في أحد الأحياء المُطلةِ على النيل ولعلها كانت جزيرة الروضة أو الضفّة المقابلة من الفسطاط.
وقد توفي ابن خلدون بعد قرابة ربع قرنٍ من مكوثه بالقاهرة عن عمرٍ يُناهزُ ستةً وسبعين عاماً في 26 رمضان 808هـ 1406م، أمّا مثواه الأخير فيقول السخاوي إنّه دُفن بمقابر الصوفية خارج باب النصر، ويقول المقريزي إن هذه القبور كانت تقع بين طائفةٍ من الترب والمدافن، وقد شيدها الأمراء في القرن الثامن للهجرة خارج باب النصر باتجاه الريدانية (العباسية)، وهي مقبرة شيدها متصوفة الخانقاهات ودُفن بها ابن خلدون لكونه شيخاً لخانقاه بيبرس.

## الإرث

غلاف النسخة الألمانية: تاريخ الفلسفة في الإسلام

رغم الأهمية الكبيرة التي طرحها ابن خلدون في قراءته للتاريخ إلاّ أن ظهوره في آواخر العصر الذهبي للإسلام جعل التجاهل يعمُ إرثه لقرونٍ، فكاد الشرقُ يجهله والغرب لا يعرف عنه شيئاً حتّى عام 1697م حينما نُشرت أولى الترجمات في موسوعة دربلو (بالفرنسية: Bibliotheque Orientale) للمستشرق الفرنسي بارتيلمي هربلو وكانت الترجمة حينها ضعيفة مليئة بالأخطاء، وما إن نُشرت بهذه الركاكة حتّى عادت أفكار ابن خلدون للجهالة قروناً أخر حتى نشر المُستشرق الفرنسي دي ساسي عام 1806م مقاطعَ من المقدمة بجانب ترجمة ابن خلدون في قاموسه (بالفرنسية: Chrestomathie arabe) وعاد في عام 1816م لينشر ترجمة أوفى للمقدمة في قاموس التراجم العام (بالفرنسية: Biographie universelle)، وفي نفس العام نشر المُستشرق النمسوي فون هامر رسالة باللغة الألمانية في اضمحلال الإسلام بعد القرون الثلاثة الأولى للهجرة تحدث بها عن أفكار ابن خلدون في صعود وانحلال الدول والممالك ووصفه بأنّه مونتسكيو العرب.
استمر الاهتمام العربي والغربي بأفكار ابن خلدون خلال القرن التاسع عشر وبقي المؤرخون ينشرون أجزاءً من مقدمته حتّى 1858 حين نشر كارتمير المقدمة كاملةً بنصها العربي، لينشر -بعدها ببضعة أعوامٍ- دي ساسي الترجمة الفرنسية الكاملة للمقدمة، وعندئذٍ تبدّت أهميةُ أفكارِ ابن خلدون للفكر الغربي، وقد أولاها الغربيون كثير الدراسة بعدما رؤوا في أفكاره إنجازاتٍ علميةً لم يعرفها الفكر الغربي إلاّ بعد عصورٍ طويلة، كان الاعتقاد السائد أن الفكر الغربي أول من اهتدى لفلسفة التاريخ ومبادئ الاجتماع والاقتصاد السياسي لكن ابن خلدون جال في هذه العلوم قبل أوغست كونت وأدم سميث وغيرهما.

### فلسفة التاريخ

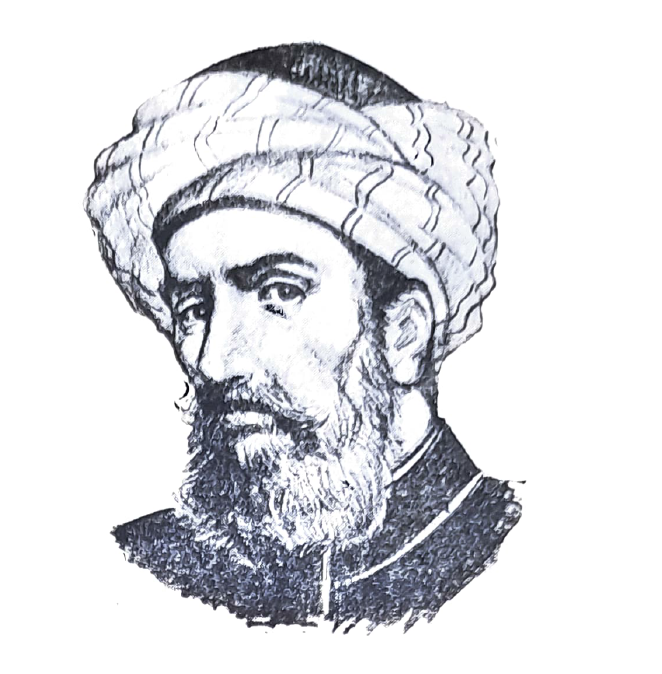
المسعودي: أحد العلماء المسلمين الذين تأثر بهم ابن خلدون

لعلّ أبرز من اهتم بابن خلدون باعتباره مؤرخاً هو النمسوي ألفرد فون كريمر وكتب رسالته الشهيرة «ابن خلدون وتاريخه لحضارة الدول الإسلامية» ثمّ قدمها لأكاديمية العلوم بفيينا عام 1879م. اعتبر كريمر أنّ ابن خلدون كان مؤرخاً لحضارة الشعوب الإسلامية، فهو أوّل من تناول مواضيعها بالبحث والدراسة، فتحدث عن النُظم السياسية وأنواع الحكم والخطط العامة والنظم الاقتصادية والضرائب والمهنِ والحرفِ والصنائع، ثمّ تناول الثقافة والفنون وأصنافها وطُرق تطوّرها في العالم الإسلامي. هذه الأنماط التي تحدث عنها ابن خلدون ما كانت إلاّ صوّراً من موضوع البحث الأساسي ألا وهو العمران البشري.
لم يلقَ رأي كريمر كامل التأييد فقد علّق ناثانيل شميت وهو آخر من درس ابن خلدون في كتابه «ابن خلدون، مؤرخ، عالم اجتماع وفيلسوف» (بالإنجليزية: Ibn Khaldun, Historian, Sociologist, and Philosopher) معتبراً أننّا إذا أردنا وصف ابن خلدون بالمؤرخ، فيجب أن نُقررّ ما إذا كان يقصد صراحةً تقديم أمثلةٍ إيضاحيةٍ لما يعتبره جوهر التاريخ، أم كان يقصد أن يشرح لنا التطبيق الصحيح للقواعد التاريخية التي قررّها. ويُضيف أن كتاب شرح ابن خلدون في المقدمة ربّما كان سيفتح عهداً جديداً في الدراسات التاريخية لولا أنّه وصف حضارةً صائرة إلى الانحلال وكُتب بلغةٍ مجهولةٍ من قبل الأممّ الفتيّة التي تابعت مهمته.
يعتبر الفيلسوف الهولندي دي بوير (بالإنجليزية: T. J. de Boer) في كتابه تاريخ الفلسفة في الإسلام (بالألمانية: Geschichte Der Philosophie Im Islam) أن ابن خلدون لم يكن مؤرخاً بل فيلسوفاً، ويضعه في التاريخ الإسلامي إلى جانب ابن سينا والغزالي وابن رشد وابن الطفيل ويصفه بالاتزان وإنكار المبدأ العقلي لصالح المبدأ الإسلامي البسيط، إما لاعتباراتٍ شخصيةٍ أو سياسيةٍ. لكن وبالرغم من ذلك يعتقد أن الدين لم يؤثر بابن خلدون بقدر ما أثرت الأرسطوطالية والأفلاطونية إضافة لتأثره بجمهورية أفلاطون وأفكار فيثاغورس مضافاً إليهم التأثر بأسلافه ولا سيما بالمسعودي، وقد حاول ابن خلدون إنشاء نظامٍ فلسفيٍ مكونٍ من التاريخ بحيث يكون المجتمع وثقافته هو الأساس، ويعمل التاريخ لتبيان كيفية حصول الناس على قوتهم ولماذا يُقاتلون بعضهم وكيف تنشأ الحضارات من الأرضية الخشنة لتزدهر وتصبح ناعمة حتّى تضمحل وتنهار، ويختم الفيلسوف الهولندي حديثه: «لقد سار أمل ابن خلدون في أن يَخلفه من يُتم بحثه في سبيل التحقيق، ولكن في غير الإسلام؛ فكما أنّه كان دون سلف، فكذلك بقي دون خلف».

### الفلسفة الاجتماعية

غلاف النسخة الروسية من كتاب ألكسندر أغناتينكو حول ابن خلدون.

كان للفلسفة الإجتماعية التي بناها ابن خلدون حصّة الأسد في الدراسات؛ فيرى لودفيغ جومبلوفيتش أنه كان عالم اجتماعٍ، ويُبين أنّه سبق الكثييرين من الفلاسفة العجم في آرائه، فمثلاً تحدث عن الأجيال الثلاثة الخاصة بنهوض الدول وانحلالها قبل أوتوكار لورنتس أواخر القرن التاسع عشر، وأسهب في أهمية ابن خلدون فوضعه سابقاً لأوجست كونت وولجيامباتيستا فيكو -الذي وضعه الإيطاليون على رأس علم الاجتماع- حيث قال: «جاء مسلم تقي فدرس الظواهر الاجتماعية بعقلٍ متزنٍ، وخرج من دراساته بآراءٍ عميقةٍ، وكان ما كتبه هو ما نسميه اليوم، علم الاجتماع». ويُتابع أن آراء ابن خلدون تدل على أنّه عرف قانون التشبه بالوسط قبل مجيء تشارلز داروين بخمسة قرون، أمّا بتشبيهه الإنسان للحيوان في الامتثال للقوانين الاجتماعية فهذا يدل على اكتشافه لوحدة المادة قبل أن يعرف إرنست هيكل.
تُعتبر توصيات ابن خلدون في الحُكم مُطابقةً للإجراءات التي اتخذها قادة الدوّل الأوربية في العصوّر الوسطى وقد سبق بذلك ميكافيللي الذي كتب عن هذه الإجراءات بعد ذلك بقرنٍ تقريباً في كتابه الأمير، فقد استطاع ابن خلدون أن يستكشف أصول السلطتين الروحية والزمانية كما يقولها اليوم أساتذة القانون السياسي والقانون الكنسي. هناك عالم آخر غير جومبلوفيتش هو فريرو فايد رأى رأي جومبلوفيتش وقال بطرافة ابن خلدون، وكذا وافقهم الكاتب الروسي ليفين الذي اعتبر أنّ ابن خلدون فيلسوف اجتماعي.
يدرس الفيلسوف الفرنسي رينيه مونيه (بالفرنسية: René Maunier) ابن خلدون في مخرجين هُما الاقتصاد والاجتماع ويصفه بالفيلسوف الاقتصادي والاجتماعي. يقسم نظريته إلى قسمين أولهما القوانين العامة للحياة الاجتماعية وثانيهما قوانين التطور الاجتماعية، فيقول في وصفها: «وإذاً فإن فلسفة ابن خلدون الاجتماعية يغشاها على ما يظهر استنتاج بالغ التشاؤم. فالمجتمع ليس إلا لحظة في مجرى الأشياء الكوني، وهو يقنى كما يفنى كل شيء، والحياة كالروّي، وكل تغير يقتضي عكسه، وكل ارتفاع يعقبه سقوط.... ولكن تشاؤم ابن خلدون تشاؤم مستسلم غير مكترث ؛ فهو لا يحكم وإنّما يشاهد، وهو بذلك يُدللّ على ذهنية علمية حقة، وبذا يجب أن يفسح له مكان في تاريخ الاجتماع الوضعي». انتبه معظم مُنتقدي ابن خلدون للتشاؤم في رؤيته الاجتماعية، فكريمر مثلاً قارنه بأبي العلاء المعري تشاؤماً واعتقد أن مصدر هذه المشاعر السلبية عند ابن خلدون يعود لحالة الانحلال والانحطاط في الحضارة الإسلامية في الوقت الذي كان يكتب فيه، لكن فريرو أرجع هذه الحالة السلبية للظروف السياسية التي عاشها ابن خلدون وما ناله من مرارةٍ وخيبة أمل، لكن هذه المشاعر كانت تعيش في فكره فقط، أمّا حياته فقد كان فيها أقرب للابتهاج والتفاؤل.

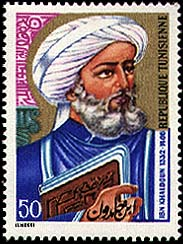
طابع بريدي تونسي عليه رسم ابن خلدون

يدرس الكاتب الألماني فون فيسندنك في مؤلفه ابن خلدون مؤرخ الحضارة العربية في القرن الرابع عشر آراء ابن خلدون في نشوء الدول وانحلالها، ويرى فيه أخر نجمٍ ساطعٍ للفكر الإسلامي الحُر وإماماً حقيقياً لمدرسة ميكافيللي وفيكو ويُحاول إسقاط آرائه على الإمبراطوريّة الألمانية والدوّل الأوربية: «قد يلوح للألماني في الوقت الحاضر أن هذه الأفكار الفياضة بالتشاؤم ليست من ابتكار مفكرٍ أجنبيٍّ، فإن الإمبراطورية الألمانية لم تعمر طويلاً ثمّ ذوت غصناً غضاً إلى عالم الفناء بسرعةٍ خارقةٍ؛ فهل يجب أن نبحث لتلك المأساة عن أسبابٍ غير تلك التي أوردها الكاتب العربي عن سقوط المرابطين والموحدين؟ إن نظريات ابن خلدون تقدم إلى المتأمل فرصةً صادقةً، يقف مؤرخ الحضارة المسلم الكبير وحيداً في المشرق وحيداً لم يعقبه خلف ولم ينسج على منواله ناسج؛ وينطبق ما كان يشعر به أو يدعو إليه على أوروبا في القرن التاسع عشرأصح تطبيق وأتمه، وتدوّي ميول المفكر والسياسي الأفريقي في معترك الحوادث مهما كانت وجهتها دويّاً يتردد صداه في عالم أفكار عصرنا».

### الاقتصاد
دُرست أفكار ابن خلدون من الناحية الاقتصادية أيضاً؛ حيث كانت آراؤه الاجتماعية تتداخل مع تاريخ المجتمعات وأوضاعه المعيشية في آنٍ واحد. نظر استفانو كلوزيو لابن خلدون من خلال تأثيره الاقتصادي فيقول: «إن ابن خلدون من حيث الجنس الذي انحدر منه، والبلد الذي ولد فيه، والحضارة التي ينتمي إليها؛ يمكن أن يوضع في صف عظماء الرجال الذين يتنصّبون في التاريخ أسمى مكانةً». ووصفه بأنّه أول من عالج المواضيع المُتعلقة بفلسفة التاريخ، وحللّ نظريته في الجبر الاجتماعي حيث يعتبر أن ابن خلدون تحدث عنها في وصفه لأجيال البدو والحضر: «إن اختلاف الأجيال في أحوالهم إنما هو باختلاف نحلتهم من المعاش».
يقرأ كلوزيو أفكار ابن خلدون بوصفه اقتصادياً-اجتماعياً، ويرى بأنّه اكتشف مبادئ العدالة الاجتماعية والاقتصاد السياسي سابقاً كارل ماركس وكونسيدران وباكونين، فابن خلدون حللّ عمل الدولة من الناحية الاقتصادية، وقرأ طُرق المُلك وأنواع الملكية وقسّم العمل إلى حرٍ ومأجور، وعرف قوانين العرض والطلب، وبذلك فابن خلدون كان اقتصادياً مبتكراً طبق أسسّ الاقتصاد السياسي قبل العُلماء الغربيين، ويختتم كلوزيو بقوله: «إذا كانت نظريات ابن خلدون عن حياة المجتمع المعقدة تضعه في مقدمة فلاسفة التاريخ، فإن فهمه للدور الذي يؤديه العمل والملكية والأجور يضعه في مقدمة علماء الاقتصاد المحدثين».

## مؤلفاته
| الرقم التسلسلي | صورة الغلاف | اسم الكتاب                 | ملاحظات | المرجع  |
| -------------- | ----------- | -------------------------- | --- | ------- |
| 1              |             | لُباب المُحصل في أصول الدين  | كتاب ابنِ خلدونٍ الأول؛ انتهى منه عام 752 للهجرة وهو تهذيبٌ واختصارٌ لكتاب: محصل أفكار المتقدمين والمتأخرين من العلماء والحكماء والمتكلمين | [ 213 ] |
| 2              |             | شفاء السائل وتهذيب المسائل | - | [ 214 ] |
| 3              |             | تاريخ ابن خلدون            | مؤلفٌ ضخمٌ من سبعةِ أجزاء وجزءٍ ثامنٍ للفهارس مُسمى كتاب العبر، وديوان المبتدأ والخبر في أيام العرب والعجم والبربر، ومن عاصرهم من ذوي السلطان الأكبر؛ تقع المُقدمة في جزءه الأول واعتُبرت لاحقاً مؤلفاً منفصلاً أمّا الأجزاء الباقية فتحوي جلِّ ما أتى به ابن خلدون من عملياتِ التأريخ ودراسةِ المُجتمعات. | [ 215 ] |

## معرض الصور

طابع إصدار بريد المغرب عام 1963.
طابع إصدار بريد الجزائر عام 1983.
طابع إصدار البريد التونسي عام 2006.
طابع إصدار البريد المصري عام 2006.
عملة ورقية إصدار البنك المركزي التونسي عام 1994.

## الهوامش
- (1) قلعة سلامة: تقع جنوب ولاية قسنطينة بجوار مدينّة تاوغورت.
- (2) المدرسة القمحية أنشأها صلاح الدين الأيوبي بجوار جامع عمرو ابن العاص لفقهاء المالكية.
- (3) مدرسة صرغمتش تقع شمال الجامع الطولوني على مقربة من القلعة.
- (4) خانقاه تقع في طريق باب النصر.
- (5) يذكر ابن خلدون أنّ التاريخ كان 806هـ.
- (6) ذكر ابن الخطيب أن لابن خلدون تحليلاً لفلسفة ابن رشد؛ لكنه لم يصل إلينا.

### فهرس المراجع
بالعربية
1. ↑  Charles Dudley Warner, ed. (1897), Library of the World's Best Literature (بالإنجليزية), QID:Q19098835
2. ↑  محمد الحضر حسين 2012، ص. 10
3. ↑  تاريخ ابن خلدون: كتاب العبر وديوان المبتدأ والخبر في أيام العرب والعجم والبربر. 1900. OCLC:4770414977. مؤرشف من الأصل في 2022-03-05.
4. ↑  جلال حشيشي. "جلال حشيشي: العلوم الإنسانية أم العلوم الخدمية؟". ساسة بوست. مؤرشف من الأصل في 2021-05-09. اطلع عليه بتاريخ 2022-07-15.
5. 1 2  محمد عبد الله عنان 1933، ص. 12
6. ↑  ساطع الحصري 2021، ص. 55
7. ↑  محمد عبد الله عنان 1933، ص. 13
8. ↑  تاريخ ابن خلدون، ج. 7، ص505-506
9. ↑  محمد عبد الله عنان، ص. 16
10. ↑  تاريخ ابن خلدون، ج. 7، ص. 511-516
11. ↑  محمد عبد الله عنان 1933، ص. 17
12. ↑  محمد عبد الله عنان 1933، ص. 18
13. ↑  "«الموت الأسود» في أوروبا.. كيف انتهى «الطاعون الدبلي»؟". صحيفة الخليج. مؤرشف من الأصل في 2022-04-19. اطلع عليه بتاريخ 2022-04-19.
14. ↑  "حدث في رمضان.. مولد عبد الرحمن بن خلدون". العين الإخبارية. 28 مايو 2017. مؤرشف من الأصل في 2022-04-20. اطلع عليه بتاريخ 2022-04-20.
15. ↑  محمد عبد الله عنان 1933، ص. 20-22
16. ↑  تاريخ ابن خلدون، ج. 6، ص. 530
17. ↑  محمد عبد الله عنان 1933، ص. 23
18. 1 2  محمد عبد الله عنان 1933، ص. 24
19. 1 2  محمد الخضر الحسين 2012، ص. 12
20. 1 2  محمد عبد الله عنان 1933، ص. 25
21. 1 2  تاريخ ابن خلدون، ج. 7، ص. 539
22. ↑  محمد عبد الله عنان 1933، ص. 26
23. 1 2  محمد عبد الله عنان 1933، ص. 27
24. ↑  محمد الخضر حسين 2012، ص. 12
25. ↑  "..ابن خلدون: الاستبداد المكبوت." الأنباء. مؤرشف من الأصل في 2018-03-20. اطلع عليه بتاريخ 2022-04-25.
26. ↑  محمد عبد الله عنان 1933، ص. 28
27. ↑  محمد بن تاويت الطنجي، ص. 110
28. ↑  تاريخ ابن خلدون، ج. 7، ص. 404
29. ↑  محمد عبد الله عنان 1933، ص. 29
30. 1 2  تاريخ ابن خلدون، ج. 7، ص. 541
31. 1 2  محمد عبد الله عنان 1933، ص. 30
32. ↑  تاريخ ابن خلدون، ج. 7، ص. 544
33. ↑  محمّد بن تاويت الطنجي، ص. 120
34. ↑  جو، عزيز. "مقدمة خلدون ابن الحضرمي خلدون بن محمد بن عبدالرحمن". مؤرشف من الأصل في 2022-04-30. {{استشهاد بدورية محكمة}}: الاستشهاد بدورية محكمة يطلب |دورية محكمة= (مساعدة)
35. ↑  محمد عبد الله عنان 1933، ص. 31
36. ↑  محمد عبد الله عنان 1933، ص. 32
37. 1 2  محمّد بن تاويت الطنجي، ص. 121
38. 1 2  محمد عبد الله عنان 1933، ص. 33
39. ↑  تاريخ ابن خلدون، ج. 7، ص. 546
40. 1 2  محمد الخضر حسين 2012، ص. 13
41. ↑  محمّد بن تاويت الطنجي، ص. 124
42. ↑  محمد عبد الله عنان 1933، ص. 35
43. 1 2  محمد عبد الله عنان 1933، ص. 40
44. ↑  تاريخ ابن خلدون، ج. 7، ص. 549
45. ↑  محمّد بن تاويت الطنجي، ص. 126
46. ↑  محمّد بن تاويت الطنجي، ص. 127
47. ↑  محمد الخضر حسين 2012، ص. 15
48. 1 2 3  محمّد بن تاويت الطنجي، ص. 128
49. 1 2  محمد عبد الله عنان 1933، ص. 41
50. ↑  تاريخ ابن خلدون، ج. 7، ص. 551
51. ↑  محمّد بن تاويت الطنجي، ص. 136
52. ↑  محمد عبد الله عنان 1933، ص. 43
53. ↑  محمّد بن تاويت الطنجي، ص. 142
54. 1 2  محمد عبد الله عنان 1933، ص. 44
55. ↑  محمّد بن تاويت الطنجي، ص. 143
56. ↑  محمد عبد الله عنان 1933، ص. 45
57. 1 2  محمد عبد الله عنان 1933، ص. 46
58. ↑  محمّد بن تاويت الطنجي، ص. 146
59. ↑  محمّد بن تاويت الطنجي، ص. 147
60. 1 2  محمد عبد الله عنان 1933، ص. 47
61. ↑  تاريخ ابن خلدون، ج. 7، ص. 579
62. ↑  محمد عبد الله عنان 1933، ص. 48
63. ↑  محمّد بن تاويت الطنجي، ص. 176
64. ↑  محمّد بن تاويت الطنجي، ص. 178
65. ↑  محمد عبد الله عنان 1933، ص. 49
66. ↑  محمد عبد الله عنان 1933، ص. 50
67. ↑  محمد عبد الله عنان 1933، ص. 51
68. ↑  محمد عبد الله عنان 1933، ص. 52
69. ↑  محمّد بن تاويت الطنجي، ص. 264
70. ↑  محمد عبد الله عنان 1933، ص. 54
71. ↑  محمد عبد الله عنان 1933، ص. 55
72. 1 2  محمد عبد الله عنان 1933، ص. 56
73. ↑  محمّد بن تاويت الطنجي، ص. 266
74. ↑  محمد عبد الله عنان 1933، ص. 57
75. ↑  محمّد بن تاويت الطنجي، ص. 267
76. ↑  محمد عبد الله عنان 1933، ص. 58
77. ↑  محمّد بن تاويت الطنجي، ص. 269
78. ↑  محمد عبد الله عنان 1933، ص. 60
79. ↑  محمد عبد الله عنان 1933، ص. 61
80. ↑  تاريخ ابن خلدون، ج. 7، ص. 548
81. ↑  محمد عبد الله عنان 1933، ص. 64
82. ↑  محمد عبد الله عنان 1933، ص. 65
83. 1 2  تاريخ ابن خلدون، ج. 7، ص. 649
84. ↑  "مجلة الرسالة/العدد 5/في الأدب العربي - ويكي مصدر". ar.wikisource.org. مؤرشف من الأصل في 2022-05-13. اطلع عليه بتاريخ 2022-05-13.
85. ↑  محمد عبد الله عنان 1933، ص. 66
86. ↑  محمد عبد الله عنان 1933، ص. 67
87. ↑  محمّد بن تاويت الطنجي، ص. 315
88. ↑  محمد عبد الله عنان 1933، ص. 68
89. ↑  محمد عبد الله عنان 1933، ص. 69
90. ↑  تاريخ ابن خلدون، ج. 7، ص. 553
91. 1 2  تاريخ ابن خلدون، ج. 7، ص. 556
92. ↑  محمد عبد الله عنان 1933، ص. 70
93. ↑  محمد عبد الله عنان 1933، ص. 71
94. ↑  محمد عبد الله عنان 1933، ص. 73
95. ↑  محمد عبد الله عنان 1933، ص. 74
96. ↑  تاريخ ابن خلدون، ج. 7، ص. 557
97. ↑  محمد عبد الله عنان 1933، ص. 75
98. ↑  محمد عبد الله عنان 1933، ص. 76
99. ↑  محمد عبد الله عنان 1933، ص. 77
100. ↑  محمد عبد الله عنان 1933، ص. 79
101. ↑  تاريخ ابن خلدون، ج. 7، ص. 717-718
102. ↑  محمد عبد الله عنان 1933، ص. 80
103. ↑  محمد عبد الله عنان 1933، ص. 81
104. ↑  محمد عبد الله عنان 1933، ص. 82
105. ↑  محمد عبد الله عنان 1933، ص. 83
106. ↑  تاريخ ابن خلدون، ج. 7، ص. 730
107. ↑  محمد عبد الله عنان 1933، ص. 84
108. ↑  محمد عبد الله عنان 1933، ص. 85
109. ↑  تاريخ ابن خلدون، ج. 7، ص. 739
110. 1 2  محمد عبد الله عنان 1933، ص. 86
111. ↑  محمد عبد الله عنان 1933، ص. 87
112. ↑  محمد عبد الله عنان 1933، ص. 88
113. ↑  تاريخ ابن خلدون، ج. 7، ص. 742
114. ↑  محمد عبد الله عنان 1933، ص. 89
115. ↑  عزوز عبد الناصر، فكرون السعيد (2012). "حقيقة علم العمران البشري عند ابن خلدون" (PDF). مجلة العلوم الاجتماعية والإنسانية. الجزائر: جامعة المسيلة: 211–2012. مؤرشف من الأصل (PDF) في 2022-09-18.
116. ↑  محمد عبد الله عنان 1933، ص. 107
117. ↑  محمد عبد الله عنان 1933، ص. 108
118. ↑  محمد عبد الله عنان 1933، ص. 109
119. ↑  تاريخ ابن خلدون، ج. 1، ص. 6
120. ↑  طه حسين 1925، ص. 30
121. ↑  طه حسين 1925، ص. 32
122. ↑  طه حسين 1925، ص. 37
123. ↑  طه حسين 1925، ص. 38
124. ↑  تاريخ ابن خلدون، ج. 1، ص. 47
125. ↑  طه حسين 1925، ص. 39
126. ↑  تاريخ ابن خلدون، ج. 1، ص. 228
127. ↑  سعاد قاسم هاشم 1999، ص. 231
128. 1 2  تاريخ ابن خلدون، ج. 1، ص. 178
129. ↑  سعاد قاسم هاشم 1999، ص. 232
130. ↑  سعاد قاسم هاشم 1999، ص. 233
131. 1 2  سعاد قاسم هاشم 1999، ص. 234
132. ↑  تاريخ ابن خلدون، ج. 1، ص. 154
133. ↑  تاريخ ابن خلدون، ج. 1، ص. 196-197
134. ↑  سعاد قاسم هاشم 1999، ص. 235
135. ↑  سعاد قاسم هاشم 1999، ص. 236
136. ↑  سعاد قاسم هاشم 1999، ص. 237
137. ↑  تاريخ ابن خلدون، ج. 1، ص. 304
138. 1 2  سعاد قاسم هاشم 1999، ص. 238
139. ↑  تاريخ ابن خلدون، ج. 1، ص. 302
140. ↑  تاريخ ابن خلدون، ج. 1، ص. 344
141. ↑  سعاد قاسم هاشم 1999، ص. 239
142. ↑  سعاد قاسم هاشم 1999، ص. 240
143. ↑  تاريخ ابن خلدون، ج. 1، ص. 384
144. ↑  سعاد قاسم هاشم 1999، ص. 241
145. ↑  سعاد قاسم هاشم 1999، ص. 242
146. ↑  سعاد قاسم هاشم 1999، ص. 244
147. ↑  طه حسين 1925، ص. 76
148. ↑  ابن رشد. محمد عمارة (المحرر). فصل المقال فيما بين الحكمة والشريعة من الاتصال (ط. الثالثة). مصر: دار المعارف.
149. ↑  طه حسين 1925، ص. 77
150. ↑  طه حسين 1925، ص. 78
151. ↑  طه حسين 1925، ص. 79
152. ↑  طه حسين 1925، ص. 80
153. ↑  خالص الأشعب 1979، ص. 324
154. ↑  تاريخ ابن خلدون، ج. 1، ص. 433
155. 1 2  تاريخ ابن خلدون، ج. 1، ص. 434
156. ↑  خالص الأشعب 1979، ص. 325
157. ↑  تاريخ ابن خلدون، ج. 1، ص. 435
158. ↑  خالص الأشعب 1979، ص. 327
159. ↑  خالص الأشعب 1979، ص. 228
160. 1 2  تاريخ ابن خلدون، ج. 1، ص. 469
161. ↑  خالص الأشعب 1979، ص. 329
162. ↑  خالص الأشعب 1979، ص. 330
163. ↑  خالص الأشعب 1979، ص. 333
164. ↑  تاريخ ابن خلدون، ج. 1، ص. 462
165. ↑  خالص الأشعب 1979، ص. 336
166. ↑  خالص الأشعب 1979، ص. 337
167. ↑  خالص الأشعب 1979، ص. 338
168. ↑  تاريخ ابن خلدون، ج. 1، ص. 511
169. ↑  خالص الأشعب 1979، ص. 340
170. 1 2  خالص الأشعب 1979، ص. 341
171. ↑  خالص الأشعب 1979، ص. 433
172. ↑  خالص الأشعب 1979، ص. 342
173. 1 2  تاريخ ابن خلدون، ج. 1، ص. 427
174. ↑  خالص الأشعب 1979، ص. 344
175. ↑  خالص الأشعب 1979، ص. 345
176. ↑  تاريخ ابن خلدون، ج. 1، ص. 431
177. ↑  خالص الأشعب 1979، ص. 346
178. ↑  خالص الأشعب 1979، ص. 348
179. ↑  خالص الأشعب 1979، ص. 349
180. ↑  خالص الأشعب 1979، ص. 350
181. ↑  محمد عبد الله عنان 1933، ص. 90
182. ↑  محمد عبد الله عنان 1933، ص. 91
183. ↑  محمد عبد الله عنان 1933، ص. 92
184. ↑  تاريخ ابن خلدون، ج. 1، ص. 109
185. ↑  محمد عبد الله عنان 1933، ص. 93
186. ↑  محمد عبد الله عنان 1933، ص. 94
187. ↑  محمد عبد الله عنان 1933، ص. 96
188. ↑  محمد عبد الله عنان 1933، ص. 97
189. ↑  محمد عبد الله عنان 1933، ص. 98
190. ↑  محمد عبد الله عنان 1933، ص. 99
191. ↑  محمد عبد الله عنان 1933، ص. 100
192. ↑  محمد عبد الله عنان 1933، ص. 102
193. ↑  محمد عبد الله عنان 1933، ص. 103
194. ↑  محمد عبد الله عنان 1933، ص. 145
195. ↑  "عماد الدين الجبوري | ابن خلدون ونظرية المستقبل". اندبندنت عربية. 11 يونيو 2020. مؤرشف من الأصل في 2022-05-10. اطلع عليه بتاريخ 2022-06-03.
196. ↑  "ايتين مارك كاترمير .. رجل التنوير". www.albayan.ae. مؤرشف من الأصل في 2022-09-18. اطلع عليه بتاريخ 2022-06-03.
197. ↑  محمد عبد الله عنان 1933، ص. 146
198. ↑  محمد عبد الله عنان 1933، ص. 147
199. ↑  محمد عبد الله عنان 1933، ص. 148
200. ↑  محمد عبد الله عنان 1933، ص. 148-149
201. ↑  محمد عبد الله عنان 1933، ص. 149-150
202. 1 2  محمد عبد الله عنان 1933، ص. 151
203. ↑  مجلة الفيصل: العدد 29. مركز الملك فيصل للبحوث والدراسات الإسلامية. 1 أكتوبر 1979. مؤرشف من الأصل في 2022-06-05.
204. ↑  محمد عبد الله عنان 1933، ص. 152
205. ↑  محمد عبد الله عنان 1933، ص. 153
206. ↑  محمد عبد الله عنان 1933، ص. 154
207. ↑  O. G. ابن خلدون مؤرخ الحضارة العربية في القرن الرابع عشر (بالألمانية). Archived from the original on 2022-07-17.
208. ↑  محمد عبد الله عنان 1933، ص. 154-155
209. ↑  محمد عبد الله عنان 1933، ص. 155
210. ↑  محمد عبد الله عنان 1933، ص. 156
211. ↑  تاريخ ابن خلدون، ج. 1، ص. 149
212. ↑  محمد عبد الله عنان 1933، ص. 157
213. ↑  "كتاب لباب المحصل في أصول الدين - ابن خلدون". 19 فبراير 2020. مؤرشف من الأصل في 2021-01-16. اطلع عليه بتاريخ 2022-06-09.
214. ↑  ابن (1959). شفاء السائل لتهذيب المسائل. المطبعة الكاثوليكية،. مؤرشف من الأصل في 2022-06-09.
215. ↑  "تاريخ ابن خلدون - المكتبة الوقفية للكتب المصورة PDF". waqfeya.net. مؤرشف من الأصل في 2022-03-16. اطلع عليه بتاريخ 2022-06-09.

بلغات أخرى
1. ↑  Barthélemy d' Herbelot de (1776). Bibliotheque Orientale, Ou Dictionnaire Universel: Contenant Généralement Tout ce qui regarde la connoissance des Peuples de l'Orient. Leurs Histoires Et Traditions Veritables Ou Fabuleuses: Leurs Religions, Sectes Et Politique ... (بالفرنسية). Dufour & Roux. Archived from the original on 2022-06-03.
2. ↑  Antoine-Isaac (1758-1838) Auteur du texte (1806). Chrestomathie arabe, ou Extraits de divers écrivains arabes tant en prose qu'en vers à l'usage des élèves de l'École spéciale des langues orientales vivantes.... Tome 1 / par A.-I. Silvestre de Sacy... (بالفرنسية). Archived from the original on 2022-06-03.{{استشهاد بكتاب}}:  صيانة الاستشهاد: أسماء عددية: قائمة المؤلفين (link)
3. ↑  Nathaniel (1978). Ibn Khaldun, Historian, Sociologist, and Philosopher (بالإنجليزية). Universal Books. Archived from the original on 2022-06-04.
4. ↑  T. J. De (1901). Geschichte der Philosophie im Islam (بالألمانية). Stuttgart. OCLC:466077305. Archived from the original on 2022-06-04.{{استشهاد بكتاب}}:  صيانة الاستشهاد: مكان بدون ناشر (link)
5. ↑  Головин, Николай Александрович (28 Mar 2019). "Историко-социологические заметки к публикации «Предисловия» П.А. Сорокина к сочинению Ф. Тённиса «Общность и общество»". Социологический журнал (بالروسية). 25 (1): 137–149. DOI:10.19181/socjour.2018.25.1.6283. ISSN:1684-1581. Archived from the original on 2022-06-05.
6. ↑  Maunier، René (1913). "LES IDÉES ÉCONOMIQUES D'UN PHILOSOPHE ARABE AU XIV e SIÈCLE IBN KHALDOUN". Revue d'histoire économique et sociale. ج. 6 ع. 4: 409–419. ISSN:0035-239X. مؤرشف من الأصل في 2022-07-17.
7. ↑  Maunier، René (190). Les idées sociologiques d'un philosophe arabe. باريس: Librairie Félix Alcan. ص. 31-43. مؤرشف من الأصل في 2022-07-17.

### المعلومات الكاملة للمراجع
مقالات محكمة
- خالص الأشعب (1979). "ابن خلدون ريادة عربية أصيلة في التخطيط المديني والاقليمي". مجلة الآداب - جامعة بغداد ع. 26: 315–352. مؤرشف من الأصل في 2022-07-18.
- سعاد قاسم هاشم (1999). "آراء ابن خلدون النقدية والمالية". مجلة الآداب ع. 47: 231–248. مؤرشف من الأصل في 2022-07-18.

كتب
- ساطع الحصري (2021). دراسات عن مقدمة ابن خلدون. المملكة المتحدة: مؤسسة هنداوي. ISBN:978-1-5273-2352-0. QID:Q113320151.
- طه حسين (1343هـ / 1925م) [1917]. فلسفة ابن خلدون الاجتماعية - تحليل ونقد [Étude analytique et critique de la philosophie sociale d'Ibn-Khaldoun] (بالفرنسية). Translated by محمد عبد الله عنان (الأولى ed.). مصر: مطبعة الاعتماد. Archived from the original on 2022-07-18. {{استشهاد بكتاب}}: تحقق من التاريخ في: |سنة= (help)
- ابن خلدون (2001)، تاريخ ابن خلدون، تحقيق: خليل شحادة، بيروت: دار الفكر للطباعة والنشر والتوزيع، OCLC:4771121968، QID:Q113632106 - طبعة من ثمانية أجزاء مصورة عن الطبعة الأولى 1981 والثانية 1988 وهي موافقة للمكتبة الشاملة
- محمد الخضر حسين (2013). حياة ابن خلدون ومثل من فلسفته الاجتماعية (PDF). مؤسسة هنداوي. ISBN:978-1-5273-0666-0. QID:Q113320003.
- محمد عبد الله عنان (1933)، ابن خلدون: حياته وتراثه الفكري، القاهرة: دار الكتب والوثائق القومية، OCLC:4770274676، QID:Q113320127
- محمد بن تاويت الطنجي (1933). نوري الجراح (المحرر). رحلة ابن خلدون (ط. الأولى). ارتياد الآفاق. مؤرشف من الأصل في 2023-02-20.

## وصلات خارجية
- ابن خلدون على موقع الموسوعة البريطانية (الإنجليزية)
- جوجل يحتفل بذكرى ميلاد مؤسس علم الاجتماع «ابن خلدون» أريبيان بزنس، 27 مايو 2011
- يبليوغرافيا الدِّراسات الخلدونيّة: مؤلفات ابن خلدون ومصادر دراسته علم وعمران، فريد جحا.
- كوتشينوف تأثير ابن خلدون على تطور الفكر الاجتماعي " (تقرير عن مؤتمر "لومونوسوف" -2013 - موسكو 2013)(بالروسية)